# Joana d'Arc
|  | Per a altres significats, vegeu «Joana d'Arc (desambiguació)». |

Joana d'Arc (francès: Jeanne d'Arc; francès mitjà: Jehanne Darc; nascuda cap al 1412 i morta el 30 de maig del 1431) és una de les santes patrones de França. És coneguda com a defensora de la nació francesa pel seu paper en el setge d'Orleans i la seva insistència a fer coronar el rei Carles VII de França durant la Guerra dels Cent Anys. Actuant, segons deia, sota inspiració divina, esdevingué una comandant militar que transcendí els estereotips de gènere i fou aclamada com a salvadora de França.
És santa de l'Església Catòlica. Originària d'una família de camperols, després de tenir una visió mística es va sentir cridada a alliberar França del jou anglès. La seva falta de formació militar no va ser obstacle perquè inspirés els desmoralitzats exèrcits francesos i els conduís a una victòria rere l'altra. Aquesta sèrie de revessos militars va fer que els anglesos la veiessin com a enemic públic núm. 1, així que quan la van atrapar a prop de Compiègne se la van emportar a Rouen per jutjar-la per heretgia i cremar-la a la foguera.
Es desconeix amb seguretat la data del seu naixement, però se sap que estaria entre els anys 1407 i 1412. Se sap amb més certesa, però, que va morir a Rouen el 30 de maig de 1431 cremada públicament acusada d'heretge. Joana fou finalment rehabilitada el 1456 mitjançant un procés on va haver-hi molts testimonis i es van declarar heretges els jutges que l'havien condemnada; finalment, ja al segle xx, el 1909 fou beatificada i posteriorment canonitzada, és a dir, declarada santa el 1920.

## L'origen de Joana i el context del seu temps

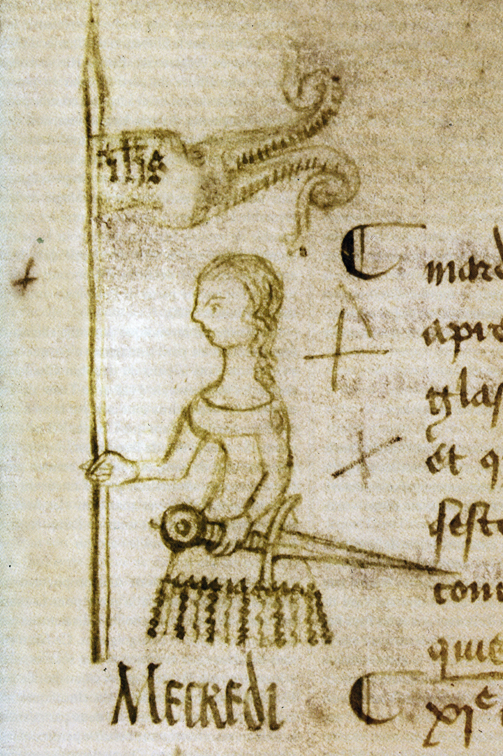
Dibuix de Clément de Fauquembergue al marge d'un protocol del Parlament de París (1429).
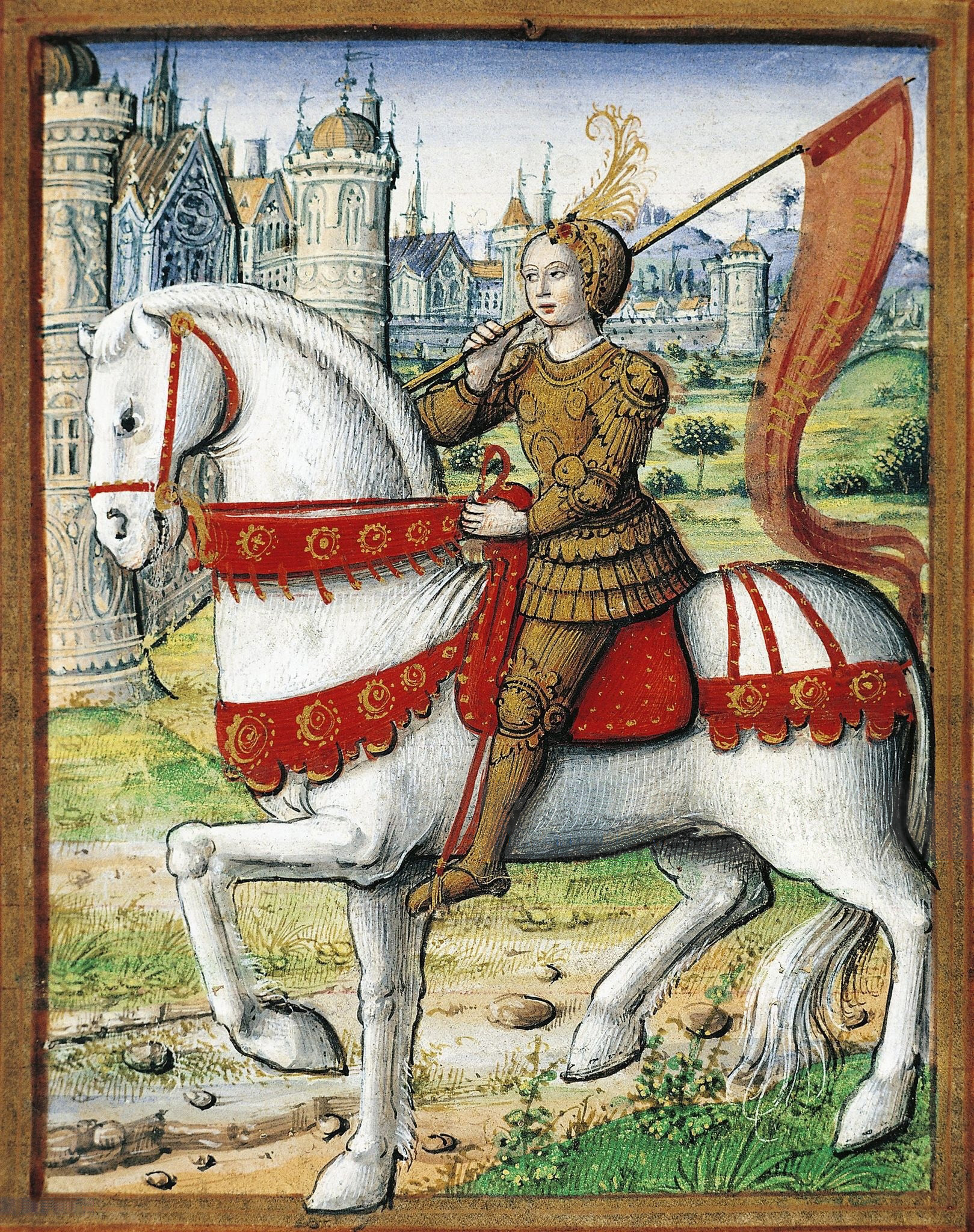
A cavall, en una miniatura d'un manuscrit de 1505.

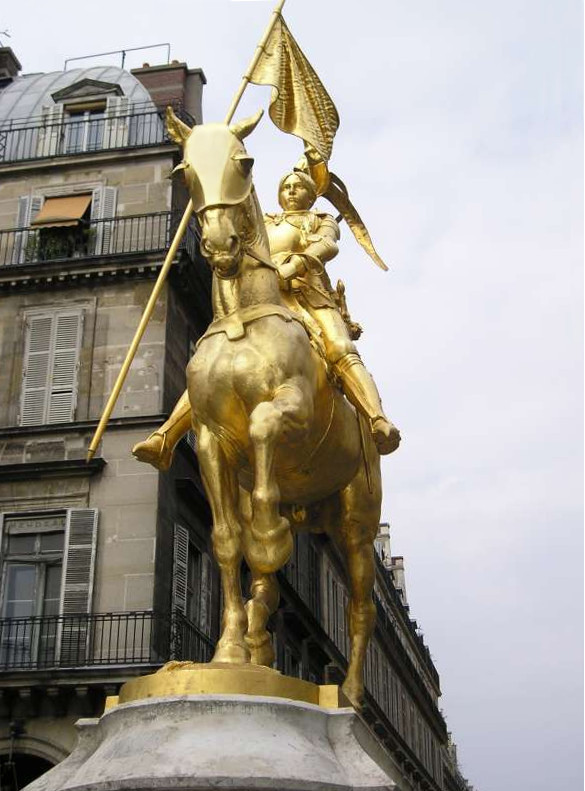
Monument a la Place des Pyramides (París).
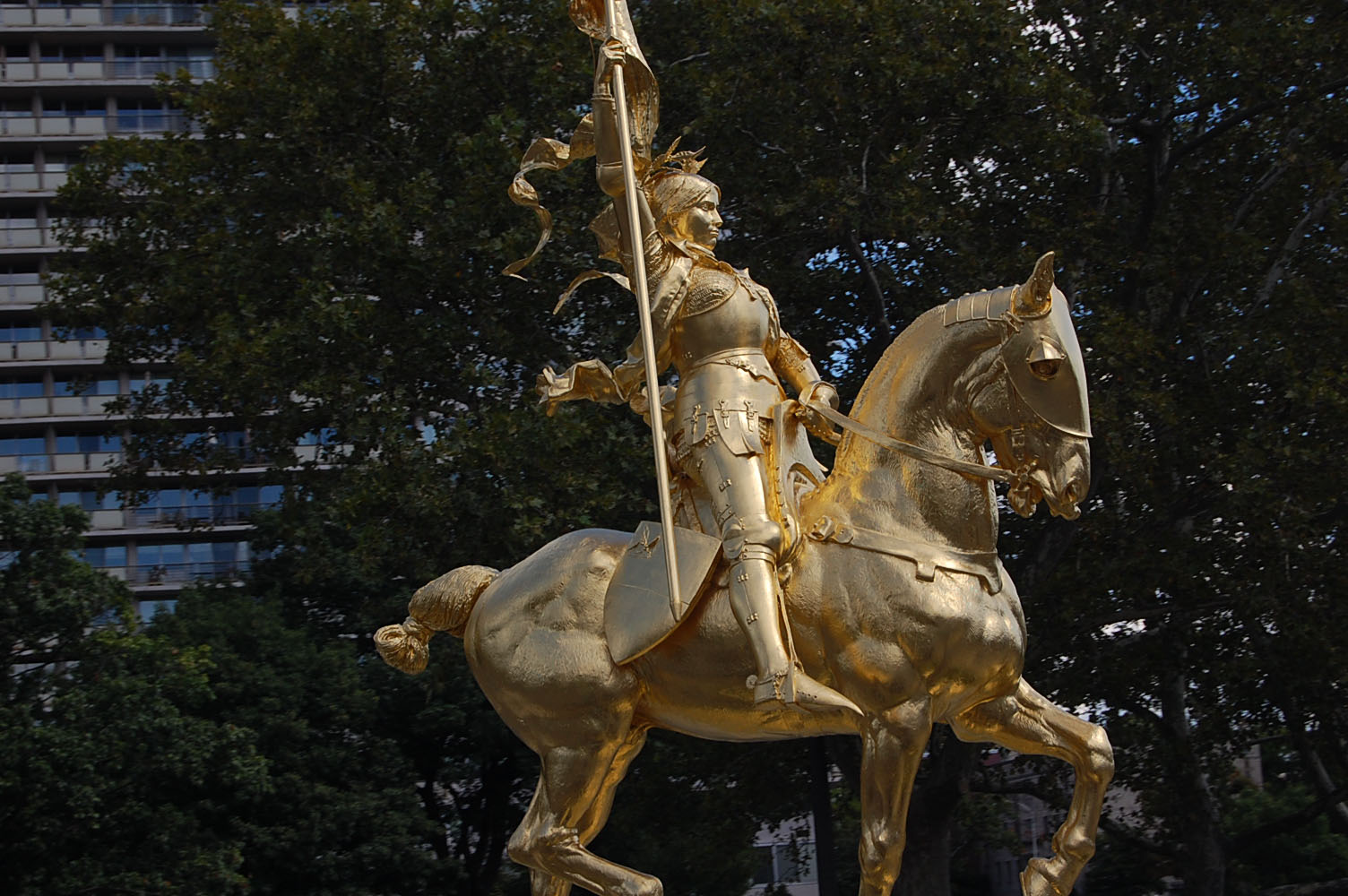
Joana D'Arc a Filadelfia, USA
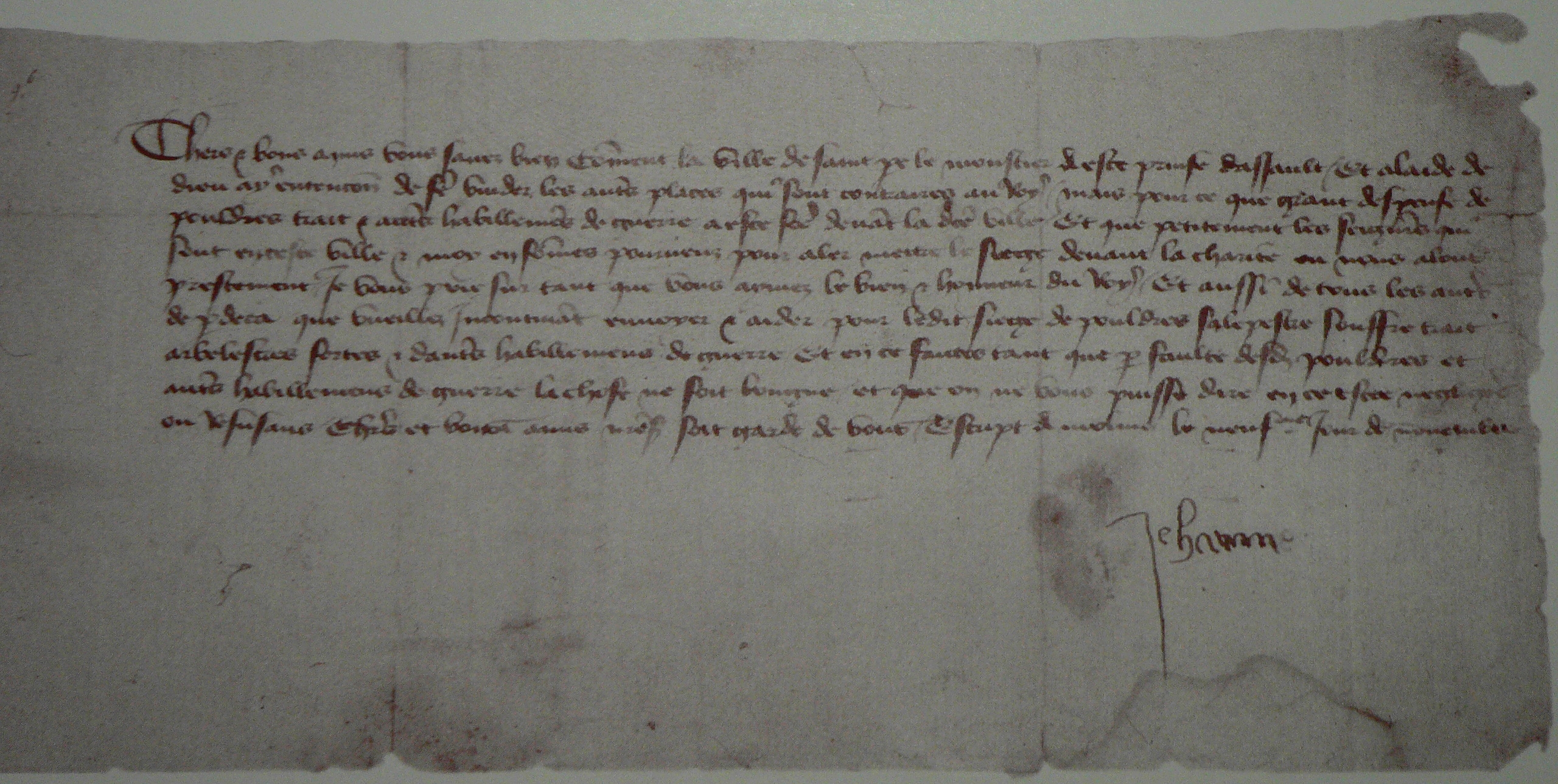
Carta escrita (o feta escriure) per Joana als habitants de Riom el 1429.

### Nom

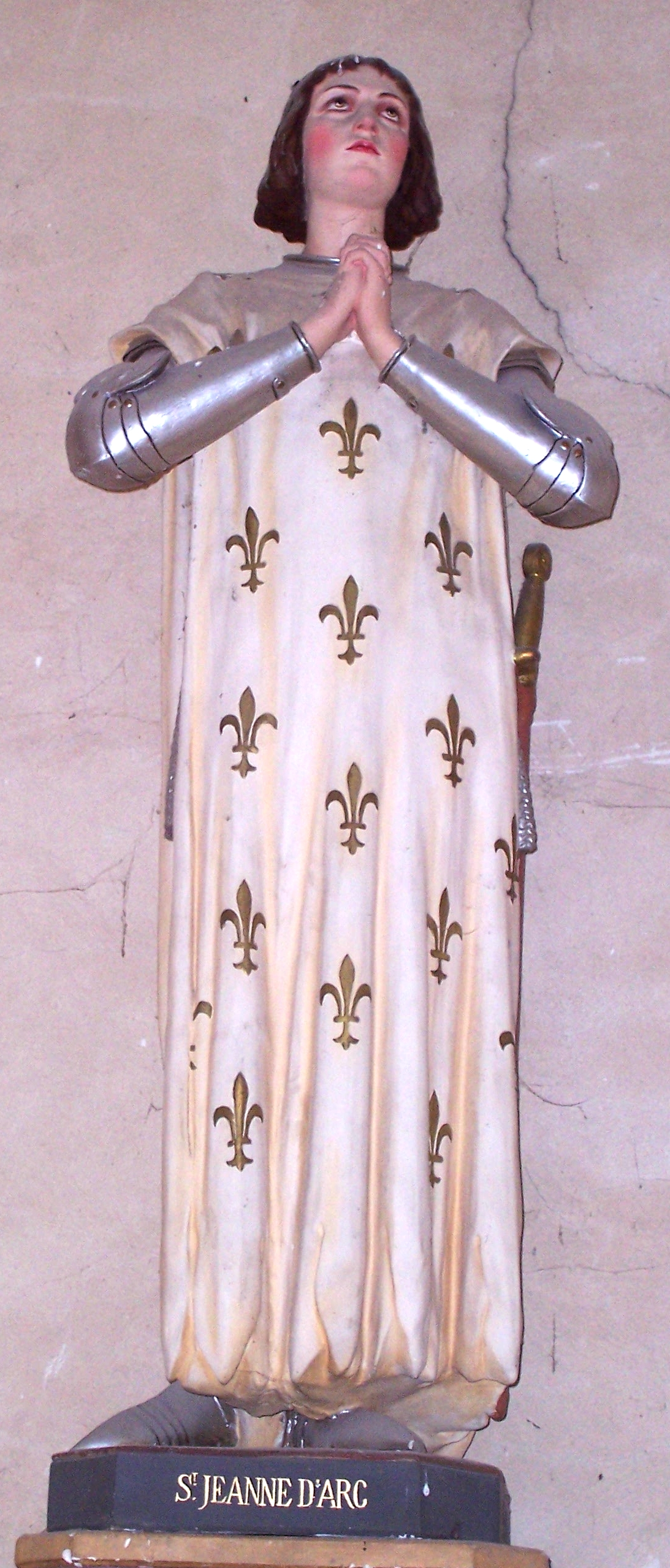
Escultura de Joana a l'església de Cornay

Seguint el fil conductor del procés fet a Rouen a Joana, entre gener i maig de 1431, ja podem dir d'entrada que no es deia Jehanne Darc sinó que «[d]ins el meu poble se'm deia Jehannette. A França, se m'anomenava Jehanne des de la meva arribada». D'aquesta manera, quan ella va ser preguntada pel nom i cognoms, ella no va dir ni el de la mare ni el del pare, com no havia fet mai. Així, ella mateixa sempre es va fer dir Joana la Donzella.
Sobre el mot «Darc» com a cognom, se li va afegir oficialment a posteriori de forma oficial per anomenar-la, terminologia que ens ha arribat fins avui. El fet de no posar l'apòstrof a «Darc» perquè quedés en «d'Arc» és degut al fet que en l'edat mitjana no existia l'accent i per tant, hauríem d'esperar a la seva aparició per trobar mots amb apòstrof utilitzats amb la quotidianitat d'avui.
Arc, doncs, fou la paraula que es va agafar del cognom del pare d'ella, Jacques Darc, que a la vegada venia de les arrels familiars d'aquest, establertes possiblement en dos pobles, Arc en Barrois o Art-sur-Meurthe; dos pobles molt propers d'on es creu que va néixer la Pucelle (el 8 de maig de 1499, la Pucelle d'Orléans, gràcies a l'aixecament del setge per aquesta). El cert, és que el nom varia (Arc, Ars, Ai…) donades les diferències en la versió arcaica d'Art sur Meurthe (on es redueix la erra). I pel que fa a la ce final, aquesta realment era només emprada ocasionalment, ja que molts escrivans podien posar una T o per exemple una e (Tarc, Dare, Day…). Serà gràcies a un poeta d'Orleans fins ara desconegut el 1576 que trobarem ja la denominació actual Jehanne d'Arc. Actualment el nom Jehanne s'entén com Jeanne.

### Els seus pares

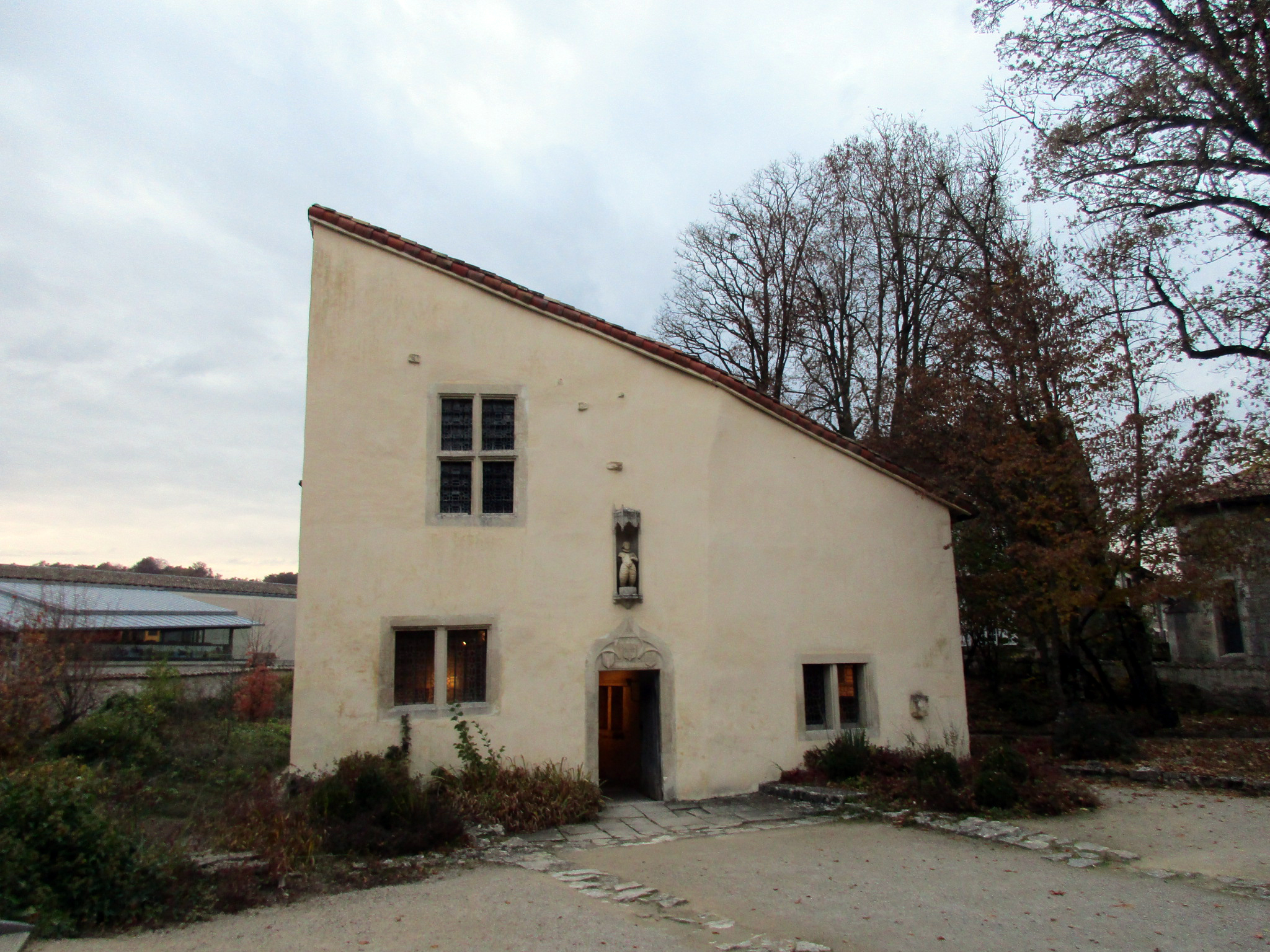
El lloc de naixement de Joana d'Arc és avui en dia un museu

La mateixa Joana, va dir sobre els seus pares el següent, en el procés: «Mon pare es diu Jacques Darc i ma mare Isabelle». D'aquesta manera se sap que els seus pares varen ser Jacques Darc i Isabelle Romée. De totes maneres, Isabelle Romée no n'era pas el nom original, sinó que era el sobrenom que es donà a Isabelle de Vouthon (que pertanyia a la parròquia de Vouthon, avui al departament de Charente, el número 79), com es feu a altres una vegada emprenien el pelegrinatge «de Puy» (de la muntanya) en lloc del de Roma. De fet, Joana no en va donar el cognom.
El fet que Joana esmentés d'aquesta manera als seus pares, no tancaria definitivament les portes a la versió heterodoxa, si hom creu que ella els considerava pares, encara que adoptius, perquè era amb els que havia conviscut sempre o, simplement no sabia que era filla adoptiva; que en aquest cas explica que no tan sols ella no hauria nascut a Domrémy sinó que a més a més fora la filla adoptiva de Jacques i d'Isabelle, els seus pares reals, afirmen, haurien estat Isabeau de Bavière i Louis d'Orléans. Aquest últim era germà del rei Carles VI de França, i aquests haurien dut la noia de només dos mesos d'edat a la vila de Domrémy, discretament; tal com estableix una carta del cavaller Perceval de Boulainvillers adreçada al Duc de Milà, Philippe-Marie Visconti, el 24 de juny de. Així doncs, quan es refereix a la data de naixença de Joana com el 6 de gener de 1412, aquesta tesi concreta que el 6 de gener fou la data d'arribada de Joana a Domremy, a més de donar suport al Papa Pius X en un decret del 6 de gener de 1904, on donava el 1407 com a any de naixement de Joana.

### El naixement
L'embolic i el profund debat en què es veu involucrada la data de naixement de la Donzella d'Orléans, no l'aconseguí resoldre ella mateixa en el procés, quan li van preguntar en l'interrogatori d'identitat, quina edat tenia. Ella respongué el següent: «al voltant de dinou anys, penso».
D'aquesta manera, tot i que no n'estava segura, la historiografia ha agafat aquesta declaració al peu de la lletra i d'aquesta manera, restant-la a la data en la qual es va dur a terme aquesta pregunta al procés (12 de febrer de 1431), els comptes donen el 1412 com a data més probable de naixement.
Del lloc, teòricament és a Domrémy on va néixer, tal com ella va dir en l'interrogatori d'identitat del seu procés, el 21 de febrer de 1431; «Jo sóc nata a la vila de Domrémy». A més a més va afegir que era una vila depenent de Greux (immediatament al nord de Domrémy) i que avui ha passat a anomenar-se Domrémy-la-Pucelle gràcies a ella. Totes dues, pertanyen a la Mosa, a l'actual departament 55è de França, a la regió de la Lorena.
Domrémy, a més, va ser també el lloc on va rebre el bateig de mans de Mossèn Jean Minet.

### El conflicte de la guerra dels cent anys
El context que va fer famosa Joana es remunta a l'inici del segle x en una França molt vertebrada, com la resta de l'antic Imperi Romà on el predomini normand a les costes del nord francès, es feia cada dia més evident; aquesta cultura nòrdica, va arribar a vorejar tota la costa europea: França, la península Ibèrica, altre cop França, fins a terres itàliques.
D'aquesta manera, el rei francès, Carles III el Gras, va decidir sotmetre el màxim dirigent normand, Rollon (forma llatino-francesa probablement de Gange-Rolf (en noruec) a la seva voluntat a canvi d'unes terres que pràcticament ja havia aconseguit mitjançant la rapinya a la costa; aquestes eren les del comtat de Normandia. Gange-Rolf acceptà i n'esdevingué duc a més a més de vassall del rei. Així, el seu descendent, Guillem el Conqueridor, obtingué una bona plataforma per atacar Anglaterra amb la victòria a la batalla de Hastings, on mor Harold II d'Anglaterra, i així a més de Normandia, es feu amb la corona anglesa essent d'altra banda vassall del rei francès.
De les relacions franco-angleses (matrimonis principalment) trobarem reis d'origen francès a la corona anglesa, com Plantagenet (Enric II) de la casa d'Anjou, i rei d'Anglaterra del 1154 al 1189 entre altres títols com l'esmentat ducat de Normandia. Seria la seva dinastia, la que encetaria el desig de fer-se algun dia amb la corona de França i unir les dues corones.

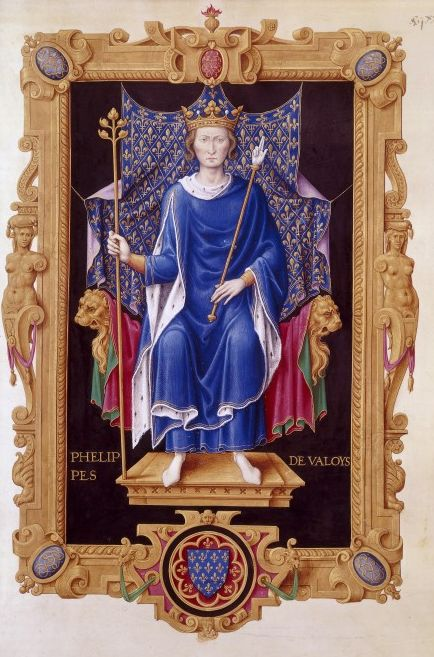
Felip VI de França

Ja prop de l'esclat de la guerra dels cent anys, el 1337 els interessos més que evidents d'unificar les corones, esclataren a la mort del rei francès Carles IV el 1328. Felip de Valois, el francès i successor gràcies a la llei sàlica (Carles IV no havia tingut descendència masculina), es va proclamar rei de França el 27 de maig de 1328 (Felip VI de França, doncs). A la mort de Carles IV, ja n'havia esdevingut regent per ser un Valois i de la branca dels Capets com Carles IV, a més a més de ser-ne el primer cosí, mentre esperaven el naixement del fill pòstum del rei difunt, que va ser finalment una filla. El rei anglès, Eduard III doncs, nebot de Carles IV perquè el seu pare, Eduard II estava casat amb la germana de Carles, Isabel de França el 26 de gener de 1340 en ple conflicte armat, es declara rei de França (Eduard III d'Anglaterra i teòricament I de França) atenyent-se als seus pretesos drets a la corona francesa com a nebot de Carles.
Felip VI, el 1337 reclamà el feu de la Gascunya a Eduard III (atenyent-se a la llei feudal) després d'incursions al canal de la mànega en l'intent de restaurar David II d'Escòcia, aliat francès exiliat a França. A això, l'1 de novembre respon Eduard III plantant-se a les portes de París mitjançant el bisbe de Lincoln declarant que ell era l'adequat per ocupar el tron francès.
Anglaterra guanyaria batalles com Crécy (1346) i Poitiers (1356).
ja amb el relleu de Joan II en lloc de Felip VI i la participació del fill d'Eduard, el príncep Negre signant un domini anglès creixent. A partir d'aquí, amb els relleus a les dues corones, s'entra en una situació de guerra crònica, on aquesta esdevé quotidiana, donada la seva gran llargada la qual cosa propiciava que hi hagués èpoques de més conflicte bèl·lic que altres.
Ja al segle xv, qui ocupava el tron anglès era Enric V, mentre que a França hi havia Carles VI, aquest últim amb una pretesa discapacitat mental (potser un desordre bipolar), que el feu signar el 1420, el Tractat de Troyes on reconeixia com a rei nominal l'infant Enric VI d'Anglaterra després de 1422. Probablement es deu a l'estrès que va patir després de les derrotes franceses de 1415 en endavant a mans del rei anglès.

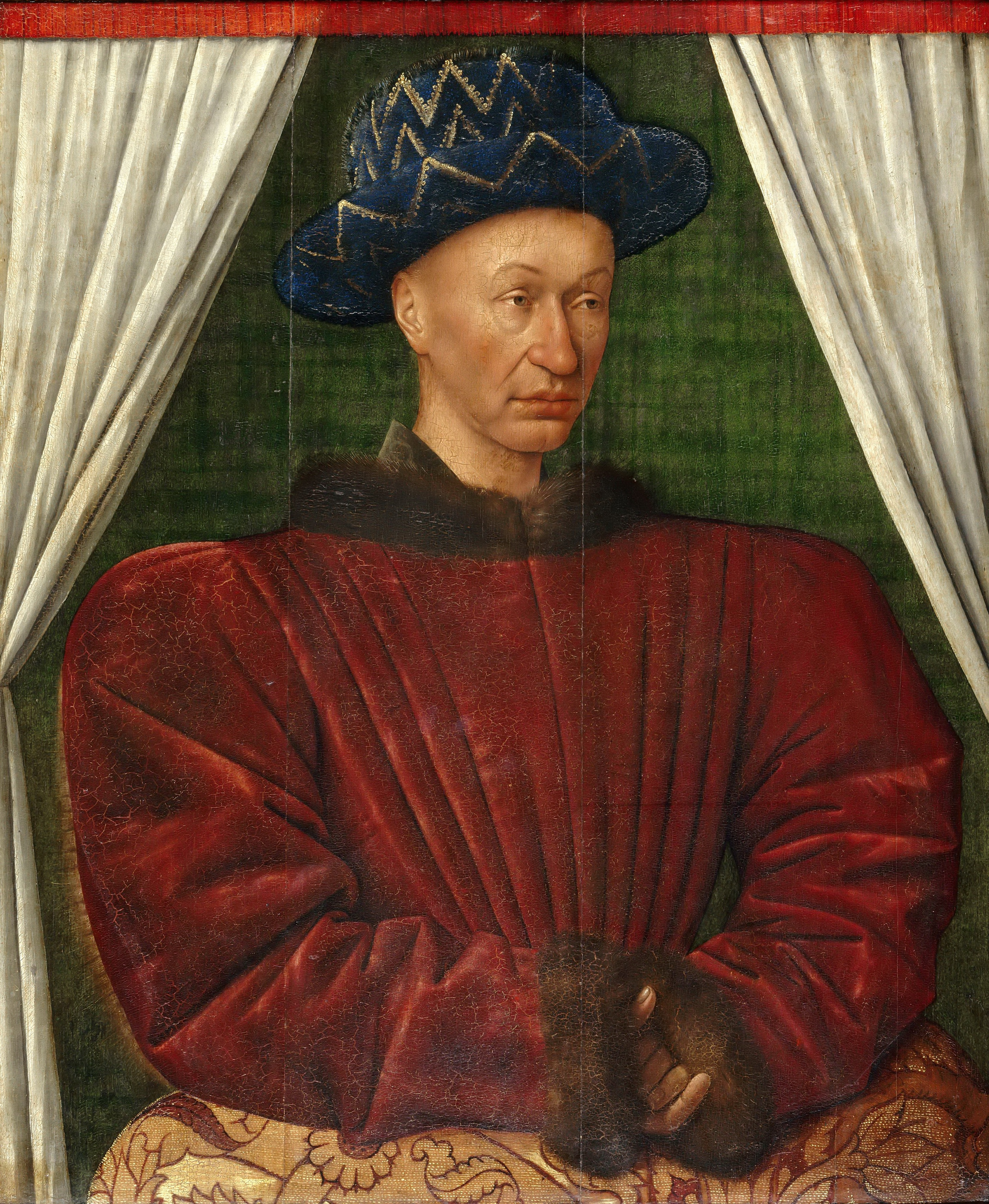
Carles VII, (1444) de Jean Fouquet (Louvre)

La malaltia del rei francès, feu engegar una lluita pel poder entre el seu cosí Joan, duc de Borgonya o Joan sense Terra i el germà de Carles VI, Lluís I d'Orleans. El 23 de novembre de 1407, en els carrers de París i per ordre del borgonyó, hi ha l'assassinat de l'armanyac Lluís d'Orléans. Les dues branques de la família reial francesa, doncs, estaven dividides entre els que donaven suport al duc de Borgonya (Borgonyons) i els que li'n donaven al d'Orléans i després de Carles VII el Delfí (desheretat o il·legitimat des de 1420); armanyacs (lligats a la causa d'Orléans a la mort de Lluís). Amb l'assassinat de l'armanyac, tots dos bàndols, esclataren en una guerra civil, on buscaren el suport dels anglesos. Els partidaris del Duc d'Orléans, el 1414, veieren rebutjada una proposta pels anglesos que finalment pactaren amb els borgonyons.
Amb la mort de Carles VI, el 1422, es coronà rei de França Enric VI d'Anglaterra (per tant Enric VI d'Anglaterra i I de França); mentre que els armanyacs no acotaren el cap i es mantingueren fidels al fill del rei, Carles VII a qui coronaren també el 1422 de forma nominal, a falta de veure si aconseguien imposar-lo com a rei legítim de França tot destronant l'anglès.

## Infantesa
Malgrat els esdeveniments que s'estaven produint al seu entorn, Joana va créixer com qualsevol altra noia tant del poble com d'aquella època. Així, seguint i prenent com a més versemblants, les seves pròpies declaracions al procés eclesiàstic, confirmarem, que va aprendre totes aquelles tasques domèstiques de la seva mare i només d'aquesta, com ella digué. D'aquesta manera, sabem que en matèria de fe i en llengua vulgar, va aprendre el parenostre, l'avemaria i el credo que refusà per tres vegades recitar si no era en confessió.
Més domèsticament, aprengué a filar i a cosir, i de tant en tant a contribuir a la vigilància de l'estable, també birbar i acompanyar el ganxo en el moment de llaurar i rasclar tot un seguit de tasques quotidianes. També aprengué a muntar a cavall sense cap suport. Això en un entorn rural i molt familiar, ple d'amics i amb alguns padrins com per exemple Jean Lingué, Barrey, Agnès i Sibylle]. A més a més sabem també que va tenir diversos germans; Jacquemin, Jean, Pierre, i Catherine essent ella la cinquena i més jove filla del matrimoni.
De les experiències pietoses de Joana, sabem que es confessava al sacerdot de la seva parròquia, mentre combregava per pasqua i en absència o indisposició del sacerdot, recorria a altres; d'aquesta manera en dues o tres ocasions va confessar-se a dos mendicants. El seu confessor principal, doncs, va ser l'agustí Pasquerel del que n'aprengué a jutjar. Ella, ja coneixia també la moral del decàleg cristià. A poc a poc, les creences de la jove es començaren a desenvolupar més i més tot esdevenint més sacralitzant.
Tanmateix, això no volia dir que fos una nena diferent de les altres, més estranya o potser especial. Tret del seu pietisme i seriositat, era una noia molt intel·ligent que també jugava, cantava, dansava… junt amb la resta de noies del poble, petit, on tothom es coneixia. Per tant, participà també en tradicions vilatjanes, de la vila. Aquests rituals, com per exemple algunes danses o l'ús de corones votives, foren agafats pels jutges de Rouen en una interpretació sui generis per encaixar-les dintre d'un conjunt de pràctiques religioses, pròpies d'una bruixa (cal recordar que al final se l'acusà d'heretge). Nogensmenys, ella no va caure en l'engalip i va remarcar que no havia pas vist mai cap fada, com també va ressaltar algun testimoni com per exemple Hauviette. Va dir que de totes maneres al poble hi havia un arbre anomenat «de les dames», que popularment li deien «de les fades».

### Els incidents a Domrémy
El 1425, la vila on vivia Joana, va patir una incursió enemiga, d'acord amb la situació del reialme francès, al cap de tres anys de la coronació nominal de Carles VII. Realment era una situació que ja es preveia o potser es veia venir. Just dos anys abans, Jacques, havia pagat la protecció del poble a Robert de Sarrebruck, senyor de Commercy. L'atac probablement va ser més proper una ràtzia, ja que la vila no es va veure en una situació prou crítica com per no refer-se, tot i que els efectius de Sarrebruck no van aconseguir estar a l'altura.
Aquest seguit d'incursions ràpides als pobles, amb la intenció de calar-hi foc, i cometre altres atrocitats, debilitaren el bàndol del Delfí, però no el suficient per acabar amb aquest. Així, el juliol de 1428, Domrémy tornà a ser víctima d'un altre atac en aquest cas borgonyona pel capitost Henri d'Orly, que ara sí que provocà la fugida dels habitants a la fortalesa més propera, Neufchâteau, just a sota de Domrémy que veié cremada la seva església. D'aquesta manera, els habitants van poder comprovar amb els seus propis ulls, quina era la situació real del Delfí, quina era l'amenaça i les noves que van començar a arribar amb molta velocitat del setge d'Orléans amb la presa de les viles del Loire voltant aquest nucli.

## Misticitat de Joana
«Jo tenia tretze anys quan vaig sentir una veu de Déu», va ser el que va declarar Joana a Rouen el dijous 22 de febrer de 1431. Això va ser sobre el migdia al jardí del seu pare. A més a més va afegir que la primera vegada que la va sentir notà una gran sensació de por. A la pregunta dels seus jutges, afegí que aquesta veu venia del cantó de l'església i que rarament no era acompanyada d'una gran claredat, que venia del mateix costat que la veu.
Quan li varen preguntar com creia que era aquella veu, ella respongué que li va semblar un veu ben noble de tal manera que cregué que era enviada de part de Déu («i jo crec que aquesta m'ha estat enviada de part de Déu»). Així, quan la va sentir per tercera vegada li va semblar reconèixer-hi, doncs, un àngel. Així, tot i que de vegades no l'entenia gaire bé, primer li va aconsellar que freqüentés les esglésies i després, que havia d'anar a França, i en aquest sentit la va començar a pressionar. Aquesta, a més, la sentia unes dues o tres vegades per setmana. No gaire després, revelà un altre dels missatges clau que li va enviar, que seria el que ella aixecaria el setge en què estava immersa Orléans: «ella em deia que jo faria llevar el setge d'Orléans»
El 27 de febrer Joana va identificar aquestes veus; es tractaven de les veus de Santa Caterina d'Alexandria i de Santa Margarida d'Antioquia. Les quals eren les santes més venerades del moment, si ens atenyem a la iconografia anterior a Joana. Caterina, és definida de vegades com una figura apòcrifa a cavall dels segles iii i iv que morí a una edat aproximadament similar a la de Joana, també erudita (patrona de moltes especialitats intel·lectuals) i que intentà persuadir a l'emperador romà Maximí el Traci perquè deixés de perseguir cristians. Després seria condemnada a morir per la roda (un sistema de tortura que esmicolava els ossos). Es diu que ella en tocar-la es trencà i finalment la decapitaren. D'altra banda la llegenda de Margarita diu que fou una noia menyspreada per la seva fe catòlica a qui se li va oferir matrimoni a canvi de que apostatés. Davant la seva negativa, ella fou torturada encara que escapant-se'n miraculosament diverses vegades, fins a la seva mort definitiva. Per tant, a més de morir màrtir, també ho va fer essent encara verge.
Joana, afirmà que les havia reconegut perfectament, gràcies al fet que elles mateixes s'havien identificat, la qual cosa ja havia declarat a Poitiers, quan l'interrogà la cort del Delfí sobre les visions. Per tant, es negà a donar-ne més detalls, tot emplaçant als jutges a anar a Poitiers si volien conèixer més detalls.
Sobre l'any en què això va succeir, primer havia dit que va ser quan tenia tretze anys, i ara detallà que feia set anys que aquestes veus l'aconsellaven i la protegien; per tant, restant set anys al dia de l'interrogatori, el 1424 fora aquell en què se li haurien aparegut per primer cop les visions. I si tenia tretze anys, es podria afirmar que va néixer el 1411. Són dades que es podrien ajustar a les seves declaracions en l'interrogatori d'identitat on va declarar que tenia al voltant de dinou anys; per tant, no res més lluny que vint anys.
Joana, explicaria doncs, abans d'esmentar el nom de les santes la missió que la veu li encarregà. Però va ser després d'anomenar aquestes, que els jutges li van preguntar doncs, de qui era la primera de les veus que havia sentit, aquella que li havia causat gran por set anys enrere. Ella, que tot el que anava responent ho feia amb moltes reserves i en comptagotes tot resistint-se diverses vegades, respongué que fou Sant Miquel, protector del reialme de França; el qui veié amb els seus propis ulls i no pas sol, sinó que acompanyat d'àngels del cel. Així, per ordre de Déu anà a França.

## La missió
En les seves aparicions, les veus li van indicar què és el que havia de fer. Va ser el fet detonant el setge de la ciutat d'Orléans, l'octubre de 1428. Una de les més importants del moment, que va caure en mans dels anglesos el 1428. Allò, juntament amb les incursions enemigues a Domrémy, la va fer sortir de la seva reserva.

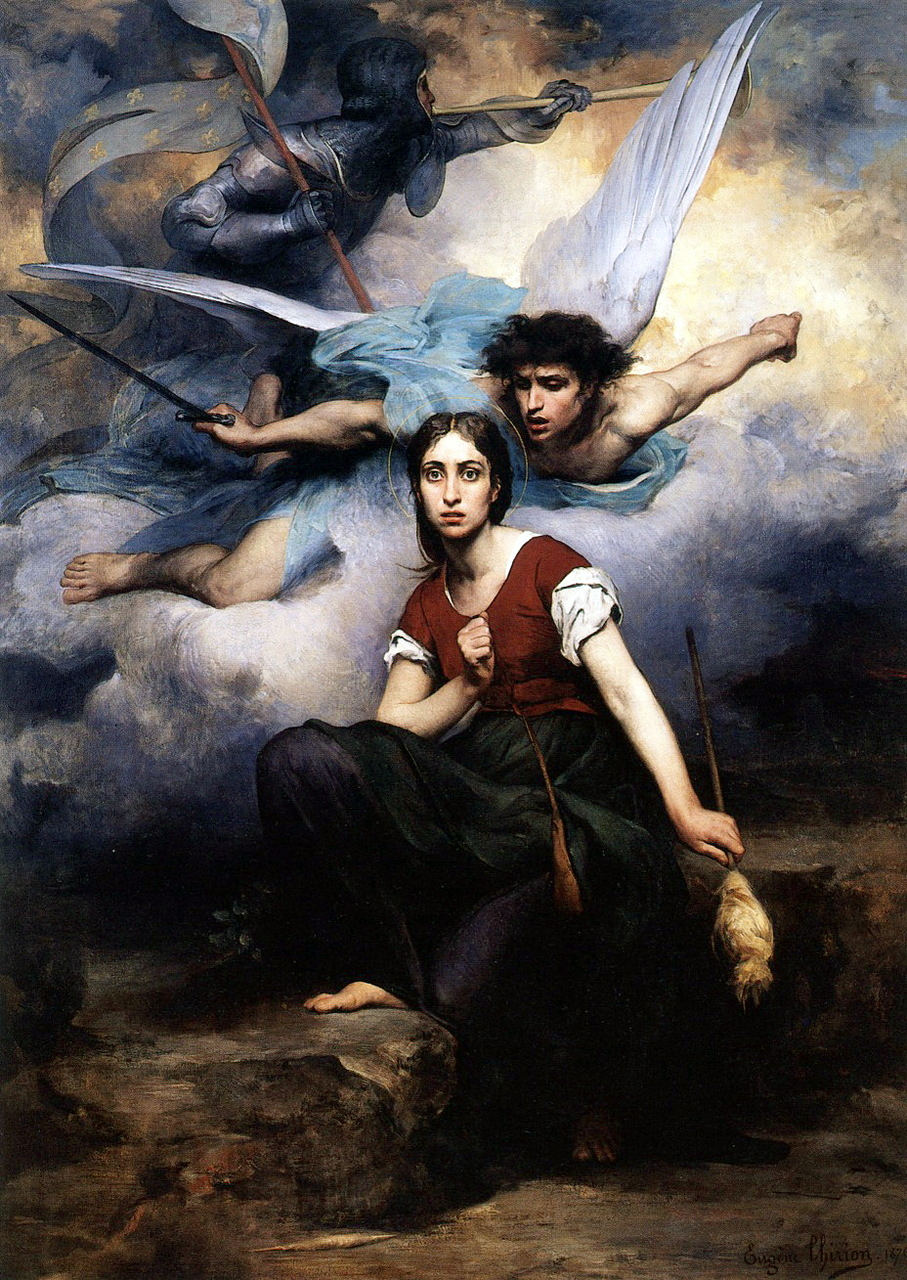
Joana d'Arc per Eugene Thirion (1876).

El fet essencial de la missió es tractava de recórrer a Robert de Baudricourt, comandant de la guarnició armanyac, establert a Vaucouleurs, una mica al nord de Domrémy; la qual cosa ella va fer mitjançant el seu oncle, Durant Laxant. Es tractava d'obtenir una petita escorta per anar a trobar el Delfí allà on s'amagava, a Chinon. I és que per això havia de travessar territori hostil, defensat pels anglo-borgonyons, en aliança. Així, la Pucelle donaria un missatge secret al rei que li havia estat revelat per les veus.
Va haver de passar prop d'un any fins que Baudricourt vers el gener de 1429 acceptà concedir-li l'escorta desitjada, davant la insistència de la jove noia. Certament, ella ja havia fet l'intent una primera vegada per l'ascensió de 1428 (el 13 de maig, segons Poulengy), però havia trobat la resistència de l'armanyac. Segurament hi hagué una altra entrevista a les darreries de l'any, fins que Baudricourt claudicà. Aquí va ser quan els jutges van aprofitar per posar el dit a la llaga en una qüestió força transcendent en aquell moment, la discussió sobre les vestimentes d'home que havia fet servir la jove heroïna. La van interrogar sobre el motiu i ella va respondre que havia estat per ordre de Déu el qual d'haver-li ordenat vestir d'una altra manera també ho hagués fet. Així els jutges li preguntaren si no fou realment per ordre de Baudricourt afirmació que ella negà rotundament. Així ella mateixa valorà positivament haver vestit d'home, ja que era el criteri i designi de Déu. Altrament, per persuadir Robert de Baudricourt, li traslladà allò que ja corria en boca de tothom; que la verge de Lorena (Lorena), salvaria el regne perdut per una dona (segurament referint-se a la filla pòstuma del difunt rei Carles IV).

## El segon pas: el viatge cap a Chinon

Mapa que mostra les rutes de Joana d'Arc

Robert de Baudricourt, envià Joana al Duc de Lorena, Carles I i René d'Anjou, que el succeiria a la seva mort el 1431, ja que estava casat amb la seva filla, l'hereva, Isabel de Lorena des del 1420. René, a més era el cunyat del Delfí, ja que la seva germana, Maria d'Anjou estava casada amb aquest (des del 18 de desembre de 1422). Joana, tenia el desig que René l'acompanyés a Chinon, però en un primer moment només en tragué bones paraules, argent i un cavall.
En el període que Joana provava de treure'n l'escorta per anar a Chinon d'aquests poderosos, fou albergada durant prop d'un mes per la família Le Royer, Henri i Catherine Le Royer. Finalment, seria Baudricourt qui li concediria una petita escorta de sis homes que la farien iniciar el viatge a Chinon el 13 de febrer de 1429 aproximadament. Entre ells, hi havia els dos que n'haurien de tenir cura: Poulengy i Jean Nouillompont, és a dir, Jean de Metz.
Jean de Metz (o Mès) i senyor de Nouillonpont (o Novelenpont), fou un dels homes forts en el recorregut epopèic de Joana, ja que va estar al seu costat a totes les batalles a partir d'aquest moment. Poulangy, Bertrand de Poulengy (Poulangy o Polongy), «Pollichon», fou senyor de Grondecourt, llur família fou ennoblida el 1425 i com Jean de Metz, fou l'altre responsable de dur sana i salva a Joana a Chinon, a més d'acompanyar-la al llarg de la seva trajectòria militar.
Jean de Metz va fer la seva declaració al procés de nul·litat el 31 de gener de 1456 ja amb una edat que rondava els 57 anys, mentre que Poulangy, una mica major, ho feu el 6 de febrer del mateix amb una edat aproximada de 63 anys. Tots dos declararen molt favorablement per Joana (Metz: «I quan li vaig preguntar qui era el seu senyor, em respongué que era Déu. Aleshores li vaig concedir la meva fe cap a ella, tocant-li la mà, i prometent-li que, amb la guia de Déu, jo la conduiria cap al rei») de la qual cosa se n'extreu la gran admiració i estima per la qual consideraren la seva heroïna. Pel que fa a Jacques Darc, el pare de Joana, fou el més reticent a l'inici de la missió d'aquesta.
Vers el 13 de febrer de 1429, doncs, Joana emprengué el viatge que l'havia de fer travessar territori enemic. Aquest viatge, la faria ben famosa i tothom coneixeria la seva aventura, però des d'un primer moment, l'escorta assignada, no tenien realment una idea clara de quina era la missió ni de qui era Joana.
És quan Joana anà vestida d'home, com va dir per ordre de Déu («Tot el que jo faig és per ordre de Nostre-Senyor. Si ell m'ordenés de prendre un altre d'hàbit, jo el prendria, puix que seria per ordre de Déu»). Jean de Metz, diria al respecte en el procés de nul·litat: «Quan Jehannette era a Vaucouleurs, la vaig veure vestida amb un vestit vermell, pobre i gastat […] Li vaig preguntar si volia fer el viatge vestida com anava, i ella va respondre molt enèrgicament que volia posar-se roba d'home. Aleshores li vaig donar el vestit i l'equipament d'un dels meus homes. Després, els habitants de Vaucouleurs, tenien un vestit d'home fet per ella, amb tots els requisits necessaris».
El viatge cap a la França del sud a través de territori borgonyó, la va fer cavalcar de nit en hores intempestives per fer-se dissimular i no despertar l'atenció de cap destacament. Algunes de les ciutats més importants per les que va passar foren les següents: Auxerre, Gien i Sainte-Catherine-de-Fierbois.
Del pas per Auxerre, sabem que va arribar a participar en una missa a la seva catedral, la qual cosa provava que circulava passant força desapercebuda per una ciutat força hostil. De Gien, no se sap amb prou certesa gairebé res del seu pas, però sembla que va passar als voltants del mateix febrer per l'únic pont sobre el Loire que restava a mans franceses, i fou el lloc on començà a circular el rumor que una donzella assegurava que alliberaria la ciutat d'Orléans del seu setge més coronaria el Delfí a Reims. Hauria tornat a passar als volts del 25 de juny del mateix any, 1429, per retrobar-se amb el Delfí, ja i viatjar cap a Reims. Finalment, el pas per Sainte Catherine de Fierbois, per on hauria passat cap al final de febrer, segurament el dia 22. Aquesta localitat era una vàlua força important, puix que es tractava d'un santuari miraculós de caràcter cavalleresc, de la banda del Delfí i ornada amb exvots militars. Va ser allí on va escriure la lletra a Carles VII anunciant la seva vinguda i on va restar a l'espera de la resposta de la cort que finalment la rebé en audiència.

## La malfiança del Delfí
Tot i la gran memòria que hom atorga a la gent de l'edat mitjana, donats els mitjans d'aquesta, a més a més de la intel·ligència de la Pucelle, és força difícil de saber si realment sabia llegir i escriure. De proves gràfiques n'hi ha; de la seva signatura com a mínim. Però la qüestió està en suspens tot i que s'acostuma a dir que en el període que va estar a la cort del Delfí, l'estiu de 1429, podria haver-ne après o bé haver rebut vagues nocions.
Tanmateix, la lletra va arribar a la cort de Chinon acompanyada de la fama de la Pucelle. Això va engegar un gran debat on es va discutir si era adient rebre-la, és a dir, si era cert tot allò que deia ser o era algú que ordia una vilania, o un engany. Cal dir que no va faltar pas curiositat per veure aquella que deia portar la salvació d'Orléans i la coronació del mateix rei. El factor detonant, però, fora la declaració de Baudricourt, que era un home de confiança del Delfí. D'aquesta manera, decidiren rebre-la.

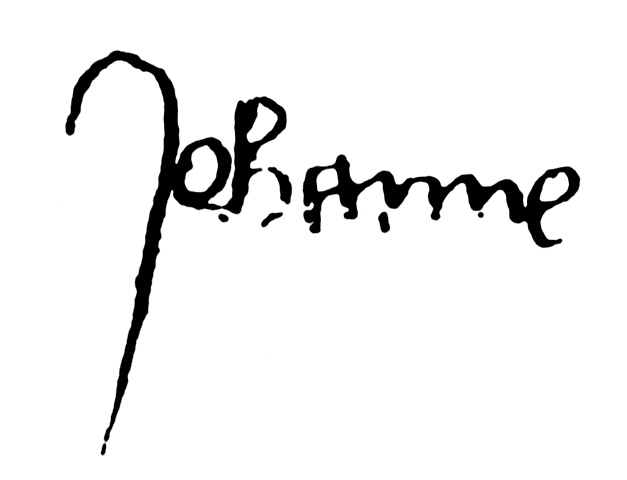
Signatura de Joana

Aquesta fora la primera prova que li varen fer passar. Si el reialme de França depenia de com pogués reaccionar la cort de Chinon, no es podien arriscar que una jove, potser il·luminada, o potser mística, es presentés davant del rei i el pogués matar. D'aquesta manera, el Delfí s'ocultà entre la gent que ocupava la sala.
El com Joana va aconseguir reconèixer la figura del rei d'entre la resta ha suscitat una gran discussió posteriorment. Una de les tesis més raonables i lògiques en aquest sentit, és la que apunta que ja l'hi havia descrit prèviament. El fet, però, és que Joana, en el procés va dir el següent: «Quan vaig entrar dins la cambra del rei, jo el vaig reconèixer d'entre els altres, per consell i revelació de la meva veu, i li vaig dir que volia anar a fer la guerra als anglesos».
Amb habilitat, els jutges la van pressionar i li varen preguntar: «Quan la vostra veu us designà el vostre rei, hi havia alguna llum?» al que ella va defugir respondre com a tantes altres preguntes amb un francès sec i tallant «passez outre». Aleshores van afegir si va veure algun àngel a sobre del rei, a la qual cosa va respondre de la mateixa manera. Amb aquestes respostes s'han creat molts punts d'opinió però el fet és que la revelació de la seva veu es podria haver produint abans d'anar a Chinon, és a dir que hagués tingut un coneixement previ com apunta la tesi que ja se l'havien descrit anteriorment, com podria ser que la mateixa vestimenta el delatés.
Finalment, el rei la va rebre sola i ella li hauria exposat una pregària per persuadir-lo que li donés un exèrcit i l'enviés a Orléans; una de les curiositats més buscades d'aquest tram de la seva vida. Gràcies, però al testimoni del Duc d'Alençon, en el procés de nol·lificació; un home de gran pes amb sang reial, hauria estat el següent:
| « | Va ser el senyor i comte de la Vendôme qui la portà a l'apartament del rei. Quan aquest la mirà, li preguntà el seu nom. «Senyor Delfí», contestà ella, «Em dic Jehanne, la Pucelle; i el rei del cel t'envia una paraula a través meu, per la que tu seràs consagrat i coronat a Reims, i que tu seràs el lloctinent del Rei del Cel, que és ser Rei de França». Després que el Rei li havia fet unes quantes preguntes, ella li digué: «Amb els meus respectes, et dic que tu ets el vertader hereu de França i fill del Rei, i ell m'envia per guiar-te cap a Reims al final, on tu potser rebràs la teva coronació i consagració. Si tu vols». En acabar l'entrevista, el Rei digué que Joana li havia confiat secrets que no podien ser sabuts per ningú, excepte per Déu, qui hi havia posat molta confiança en ella. Tot això he sentit sobre Joana, però no tinc testimonis, sobre això. | » |

Sembla ser, doncs, que segons el Duc d'Alençon aquestes haurien estat les paraules que van convèncer el Delfí; el qui aleshores la va dotar amb dos oficials, Ambleville i Guyenne, per protegir-la. Jean d'Aulon es varen encarregar de la seva intendència, mentre que Louis de Coutes «Minguet» i Raymond li feren de patges. Tanmateix, el Delfí no donà carta blanca a Joana; car les pressions a més de la seva cort estaven diversificades. Així, varen decidir fer-li una espècie de procés a Poitiers, per verificar que fos qui deia que era. D'aquest procés, ella en feu moltes referències a Rouen, davant els seus jutges, però el cert és que els documents de Poitiers s'han perdut, després d'haver passat per la Universitat de París (reticent al Delfí) i els mateixos jutges de Rouen.
Sobre Poitiers, el que en sabem és a través de les declaracions en el procés de nul·lificació, i així sabem per començar que la seva durada va ser de tres setmanes, i que Joana, va aconseguir deixar una bona impressió als teòlegs que la van examinar. Maître François Garivel, que era Conseller General del rei, donà els primers detalls, dient que certament el procés durà tres setmanes i bàsicament es tractava de plantejar-li moltes preguntes a Joana, per després poder examinar les seves respostes i la seva expressió; procés que va resultar satisfactori, ja que ella sempre es va mantenir dintre de les seves creences i amb gran fermesa, tot defensant que era una missatgera de Déu i venia a dur el Delfí a Reims per consagrar-lo; començant perquè havia d'escriure una carta als anglesos demanant-los que es retiressin. També va afegir que el va sorprendre, que ella sempre anomenés al rei Delfí, i quan li va preguntar perquè no li deia mai rei, obtingué aquesta resposta: «ella em va respondre que no l'anomenaria Rei fins que no fos coronat i untat a Reims, ciutat a la qual pretenia conduir-lo.»
A Poitiers, un dels punts clau, va ser la manera com Joana es va guanyar aquesta confiança demostrant la solidesa de les seves creences, a més de treure'n un exèrcit per treure Orléans del setge en què es trobava. La pregunta dels jutges, naturalment, va ser que els donés algun senyal perquè ells poguessin confirmar que ella realment era la missatgera de Déu que deia ser. Ella, car va respondre que no hi havia pas cap altra manera que donant-li el nombre de soldats que el Delfí cregués convenient, amb els quals ella mateixa aixecaria dit setge.
Gobert Thibaut, terratinent del rei de França i amic de Poulengey, va enriquir amb les seves declaracions, els detalls del procés a Poitiers, explicant que durant les tres setmanes, ella va ser allotjada a casa de Jean Rabateau. A més de fer unes declaracions força positives respecte a ella, va concretar que els doctors i jutges es varen creure a banda del fet que vingués de Déu, les seves profecies també.
Maître Jean barbin, doctor en lleis i advocat del rei, va seguir en la mateixa línia i va fer, però, un recordatori; una referència a Maria d'Avinyó «la gasque d'Avignon», una dona que va fer certes prediccions a inicis de segle, causant una gran commoció. Aquesta va dirigir-se al rei de França anunciant-li que al seu reialme se li venien a sobre grans calamitats per patir; i va parlar d'unes visions en les quals veia el reialme desolat mentre en altres se li apareixia un exèrcit que es posava a les seves mans. Ella resultà esporuguida de la idea d'haver-se'n de fer càrrec, però se li va dir que algun dia vindria una jove pagesa que prendria l'exèrcit i salvaria França. Així va concloure dient, que naturalment es varen pensar que Joana, era aquesta noia de què parlava Maria.
Finalment testimoniaria el germà Seguin de Seguin, dominic, professor de teologia i degà de la Facultat de Teologia de Poitiers. Que va comentar com havia sentit de la mà de Maître Jean Lombart l'aventura de Joana fins a Poitiers, i després ell va explicar que va voler posar a prova la seva fe preguntant-li en quin dialecte li havien parlat les veus. La resposta que en va treure, fou: «Un de millor que el vostre». Aleshores li va demanar proves i ella, irritada, li replicà demanant un exèrcit, de nombre a decidir pel rei, amb el qual es faria amb Orléans. Aleshores, ell com a valoració personal, va expressar que realment havia vist complerts tals objectius sense cap mena de dubte.

## La campanya del Loira: Orléans

### El setge
Des de l'octubre de 1428, Orléans estava assetjada pels anglesos, que la voltaven tot controlant les viles del costat. Orléans era un punt estratègic molt important per a aconseguir el domini de les terres del Loira junt amb Angers, Tours o Blois. El Comte de Salisbury va arribar a França el juny amb 6.000 tropes. A aquestes, s'hi varen afegir 4.000 unitats més de part del Duc de Bedford, que les va treure de la guarnició establerta a Normandia. D'aquesta manera es varen fer amb Chârtres cap al final d'agost, com a ciutat més important.
Finalment, el 8 de setembre de 1428, Salisbury es fa amb Meung, i el 26 del mateix mes, amb Beaugency, després d'estar en setge des del 20. Així, el duc de Salisbury, per començar a establir-se definitivament, envià William de la Pole, que no era altre que el Comte de Suffolk, per atacar Jargeau i Châteauneuf, amb la qual es feu el 10 d'octubre després de 3 dies de resistència. Així, William i Salisbury es reuniren al sud d'Orléans el 12 d'octubre de 1428 amb uns efectius d'unes 4.000 tropes, ja que s'havien hagut d'anar repartint entre els pobles conquerits. D'aquesta manera tenien ben acotada Orléans, i només els faltava superar un últim escull, donada la situació geogràfica de la ciutat i el seu sistema defensiu: les Tourelles.
Al sud d'Orléans hi havia el riu Loira, i fins a l'altra riba d'aquest hi havia una petita illa Ille Sant Antone enmig. La cara sud de la ciutat vorejava uns 364 metres amb el riu, car tenia un pont fins allí, de dinou arcs de pedra, acabant en una petita estructura defensiva, mentre a l'altra banda de la riba, al nord d'aquesta hi havia una barbacana anomenat boulevard, que dificultava l'accés a la fortificació on hi havia un passadís que conduïa a un pont llevadís, defensat per dues torres, les Tourelles. Obtenint aquest punt, es podia accedir a l'illa de Saint Antone seguint el pont i així a la ciutat.
Va ser aquest el punt mitjançant el qual van atacar els anglesos durant dos dies; van iniciar un bombardeig sobre les Tourelles i el fort. El 23 d'octubre de 1428, els francesos abandonaren aquestes posicions. Un dia després, Salisbury pujà a una de les dues torres, i des de les altures, tractà de visionar els moviments francesos; però per malastrugança seva, una bomba francesa travessà la finestra per on mirava, i rebé un fort impacte a la cara morint una setmana després a Meung. Al relleu, el comte de Suffolk. Aquest, juntament amb Bedford, es dedicaren a reforçar la zona i a guardar la posició. L'últim va dur dos prestigiosos generals: John Talbot, comte de Shrewsbury i Lord Scales que arribaren l'1 de desembre i reemplaçaren Suffolk.
Lord Talbot, es va centrar en la cara oest d'Orléans, a la mateixa riba que la ciutat, on controlaven cinc punts en el mapa, que va connectar entre si, el més important d'aquests, l'església de Sant Laurent, que conformava una espècie de bastilla, la qual van reforçar molt, esdevenint el seu quarter general de maniobres de la zona. També es va fer amb l'illa de Carlemany, que estava enmig del Loira i també a l'oest de la ciutat, i ja a l'altra riba prengué l'església de Sant Privé. Glasdale s'encarregà ara de la zona de les Tourelles, acordonant entre tots la ciutat d'Orléans, que es veié encerclada cada vegada més a prop de l'atac definitiu; la zona nord-est de la ciutat tampoc se'n va escapar, ja que allí Suffolk feu una altra fortalesa, al voltant de l'església de Sant Loup i una altra al voltant de Sant Leblanc (aquesta ja a l'altra riba).
Durant l'hivern, es varen dedicar a seguir reforçant les seves posicions mentre rebien un subministrament de tropes d'unes 1.500 unitats de part dels borgonyons. Mentrestant, van provar d'ocupar un vast bosc que protegia la ciutat de manera natural, al nord-est d'aquesta, el qual no van poder fer decantar a favor seu.

### L'arribada de la resistència
Pel que fa a la defensa, malgrat la veterania dels soldats, només es comptava aproximadament amb uns 500 efectius i així varen decidir fortificar el possible la ciutat. D'aquesta manera, els vilatans es varen organitzar per defensar les 34 torres de defensa de la ciutat en 34 companyies. Nogensmenys, com a gran capitost, poc després de la mort de Salisbury, arribà Jean de Dunois, el Bastard d'Orléans, més tard Comte de Dunois quan adquirís aquest títol el 1439, acompanyat de 600 tropes. D'aquesta manera, se li encarregaria la defensa de la ciutat. Fins a sis milers de tropes aproximadament seguirien aquest cavaller de forma gradual, per ajudar en la defensa de la ciutat, aguantant així fins al 12 de febrer de 1429, quan Carles VII envià reforços per interceptar un subministrament entre Rouvray i Janville anglès que venia des de París. El fracàs fou absolut, a causa d'una negligència i es perderen uns 600 homes a la batalla de les arengades.
D'aquesta manera, les provisions de la ciutat francesa començaren a expirar i una bona part de la noblesa decidí abandonar-la en vista del futur desastre, mentre Carles VII s'ho mirava des de la distància. Però el curs de la situació, favorable als anglo-borgonyons, a causa d'un conflicte entre el Duc de Borgonya a la fi de febrer, quan aquest oferí posar la ciutat sobre la seva protecció, Bedford rebutjà i els borgonyons abandonaren les seves posicions de setge durant el mes següent.
Hi hagué, però, un altre fet determinat i és l'arribada a escena d'una joveneta que deia ser enviada per Déu i, que posava com a prova el fet que fora ella qui deslliuraria Orléans del setge. Era Joana, que acabava de rebre el vistiplau a Poitiers de la mà del rei. Joana, anà armada amb una espasa que tragué de Sainte Catherine de Fierbois, el santuari dels cavallers i amb un estendard que va descriure així en el procés «hi havia la figura del món i dos àngels als costats. Aquest era de roba blanca d'aquella que anomenen boucassin. A sobre, duia escrit: Jhesus Maria, i em sembla que estava franjat de seda».
El rei, havia decidit proveir Joana amb uns deu o dotze mil homes segons va indicar ella al judici de Rouen, i decidí entrar per la fortalesa de Saint Loup i després per la fortalesa del Pont. És a dir, que primer per la cara oest de la ciutat (riba nord) i després per les Tourelles. El mateix Bastard ja va parlar en el procés de nul·lificació de la imatge que va donar Joana en aquesta missió, cap altra que la de talismà, favorable, si resultava efectiva, com va succeir («Jo crec que Joana fou enviada per Déu com també que el seu comportament en la guerra fou un fet diví més que humà. Hi ha moltes raons que em fan pensar això») Joana ja va començar avisant amb una lletra als anglesos de la seva arribada i del prec que es retiressin, resposta dels quals no obtingueren res més que injúries.
Abans de la seva arribada a Orléans, Joana va haver de superar un difícil periple. Primer va ser enviada amb unes tropes de reforç a Blois, una de les viles del Loira ja a prop d'Orléans; tot just a l'exterior del cercle que formaven les tropes angleses voltant Orléans. La següent ciutat sobre el mapa, era Beaugency i després ja venia Meung i Orléans. Des d'aquella ciutat, començà a aportar, donada la seva fama, l'autoestima necessària per a les tropes i la gent de les ciutats. Sense oblidar, però, que va demostrar tenir una gran habilitat per veure sobre el plànol les posicions i així poder traçar una bona estratègia, i a més tenia el suport dels generals que l'acompanyaven.
Els acompanyants de Joana cap a Blois, segons el Bastard, qui rebia puntual informació dels moviments de Joana, foren gent força destacada, l'arquebisbe de Reims (Regnault de Chartres després canceller de França) i el senyor de Gaucourt; que varen escortar un comboi format pel senyor de Rais (Gilles de Rais) i de Le Boussac a més a més de Coulent, Ambroise de Lore, i el mític cavaller Étienne de Vignolles, La Hire.
El viatge de Blois fins a Saint Loup, com va dir ella, no es podia fer d'altra manera que donant una immensa volta (seguint la ruta de Sologne) per les ciutats del sud del Loira, fins a arribar al nord-est d'Orléans; ella venia de l'oest (sempre seguint el riu Loira). El 28 d'abril, Joana arribà a Chécy, on passaria aquella nit, i el Bastard la pogué conèixer en persona finalment. Donades les circumstàncies adverses, a banda de la potència dels anglesos, del vent en contra provinent de l'est, el Bastard feu retrocedir una mica les posicions per protegir les seves tropes i els reforços nouvinguts (amb Joana), que duien queviures i feren posar en petites embarcacions les quals aconseguiren amb dificultats.

### El Bastard i l'alliberament de la ciutat d'Orléans
Això feu irritar la Pucelle, que ho va fer notar ràpidament només veure el Bastard. Ell quedà sobtat, perquè va veure que el que ella pretenia no era el que s'havia trobat, és a dir que de ser ella qui hagués dirigit les tropes de reserva, hauria anat directament a les Tourelles per atacar John Talbot. El Bastard, digué «Aleshores Joana em digué; «ets tu el Bastard d'Orléans?». «Sí» vaig respondre «i estic molt content de la vostra arribada» «ets tu qui has dit que jo havia de venir per aquesta banda [s'entén, del riu], i que no hauria d'anar directament al costat on hi ha Talbot i els anglesos?» «Sí, i gent més sàvia que jo té la mateixa opinió, pel nostre major èxit i seguretat» «En nom de Déu» va diraleshores «El consell del Meu Senyor és més segur i sensat que el vostre…».

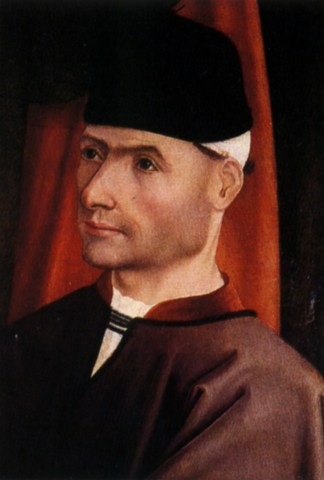
Jean de Dunois,

En aquell mateix moment, el vent començà a canviar de direcció essent favorable al Bastard, que probablement va començar a creure que es tractava tot d'un miracle. Així va ser, perquè aleshores el Bastard va ordenar entrar a Saint Loup, amb les esperances ara més que mai posades en Joana. Així, vencent, pogueren entrar a Orléans per la porta de la Borgonya el 29 d'abril a la tarda.
Joana, seria allotjada en una de les millors cases de la vila, en aquest cas la del tresorer ducal, Jacques Boucher i passà els primers dies amb la gent d'Orléans. No passà el temps, però, en va, ja que es varen anar intercanviant insults amb els anglesos, que a l'altra banda de les muralles, podies fer arribar les seves veus des del silenci ambiental. El 30 d'abril es recorda l'episodi en què es va intercanviar alguns crits amb el capità anglès William Glasdale. Joana també assistiria a les misses i fins i tot a la processó de la invenció de la creu, festa de la catedral (el 3 de maig).
L'1 de maig, el Bastard va abandonar Orléans a la recerca de l'Exèrcit Reial, que estava a Blois, amb el qual arribà el dia 4. Amb aquests, atacarien la petita fortalesa de Sant Pouair, que duia a París, amb la qual els anglesos per defensar-la varen haver de posar la petita guarnició que restava defensant Saint Loup, perdent totes dues. Els anglesos, es veurien perduts i varen decidir anar evacuant les seves petites fortaleses per concentrar tots els recursos a la riba sud del Loira, és a dir, a les Tourelles i a Saint-Jean-le-Blanc.
Joana prengué la iniciativa el dia 6, després d'haver enviat unes tres missives als anglesos el dia abans, i sortint de la porta de la Borgonya, travessà el Loira passant les petites illes (Iles des Martinets) que hi havia al mig i col·locant-se a la més gran, l'Ile aux Toiles. Des d'allí llençaria un atac contra la fortificació de Saint-Jean-le-Blanc. Els anglesos, en veure'ls venir, varen fugir a Les Augustins (convent), just a sota de les Tourelles, on es varen concentrar i van esperar l'atac francès llençat des de Leblanc.
Mentre tot això se succeïa, La Hire i Joana varen emprendre l'atac cap a l'oest, allà on els anglesos es resguardaven, Les Augustins. Allí els anglesos tenien 500 tropes aproximadament, que varen poder aguantar aquest primer atac mitjançant arquers i canonades essencialment. Durant la tarda d'aquell dia, els francesos varen atacar diversament intentant calar foc a les estructures de fusta que hi havia. Aleshores els anglesos varen iniciar un contraatac ja cap al vespre. Però Étienne de Vignolles, La Hire va respondre amb un atac amb homes armats a cavall que els feu tornar a les seves fortificacions. Finalment, s'hi varen afegir les tropes que havien anat creuant el Loira i es varen fer amb el convent fortificat de Les Augustins. Al mateix temps, Talbot quedà desconcertat, ja que no podia enviar ajuda per cobrir els atacs que el Bastard duia a terme a les fortificacions del nord-oest; la que més li interessava mantenir era la de Saint Laurent, la més gran, però no se'n sortí.
Talbot, la nit del sis al set, va provar de reordenar posicions per una major i més efectiva defensa, ja que havia perdut els llocs més propers a les Tourelles. Va treure les tropes que tenia a Sant Privé i a l'illa de Carlemany i les va traslladar principalment a les Tourelles i a la barbacana adjunta. Mentrestant, Joana va passar la mateixa nit a Orléans.
El dia set, va ser el dia clau; de bon matí ja va travessar Joana el riu per reunir-se amb els altres capitosts que estaven a l'est de les Tourelles i la barbacana adjunta, un camp clos bastant impetuós i emmurallat amb terra, fusta i pedra principalment, a més en el seu vessant nord, disposava d'una fossa mentre al seu cantó est hi havia un pont llevadís sobre la fossa. Hi havia un segon pont llevadís al vessant nord mitjançant la qual es podia penetrar al cor de les Tourelles. Explica el Bastard que curiosament Joana li va pregar que esperés una mica més, aleshores ella va agafar el cavall i se'n va anar sola a una vinya a pregar per la victòria durant mitja hora.
Quan va tornar, amb coratge i l'estendard, van emprendre l'atac. Joana, acompanyà els que pujaven les escales i tractà de pujar-ne una; però una fletxa anglesa l'apartà del combat ferint-la greument. Aquesta anà a parar just per sota de l'espatlla i l'escot, la qual cosa feu descoratjar els francesos. La mateixa Joana va dir a Rouen que ja sabia que seria ferida, perquè les seves veus li ho havien advertit. «Jo ho sabia bé, i li havia dit al meu rei; però, malgrat això, em va deixar continuar. Allò m'havia estat revelat per les veus dels dos sants, Santa Caterina i Santa Margarita». «Més jo vaig tenir el gran confort de Santa caterina i vaig ser guarida en quinze dies», havia dit prèviament. En tot cas, el Bastard, va decidir retirar-se de la batalla per aquell dia i reorganitzar l'estratègia. Joana el va intentar persuadir perquè seguís, encara que fos amb la seva absència mentre ella es retirava a resar privadament.

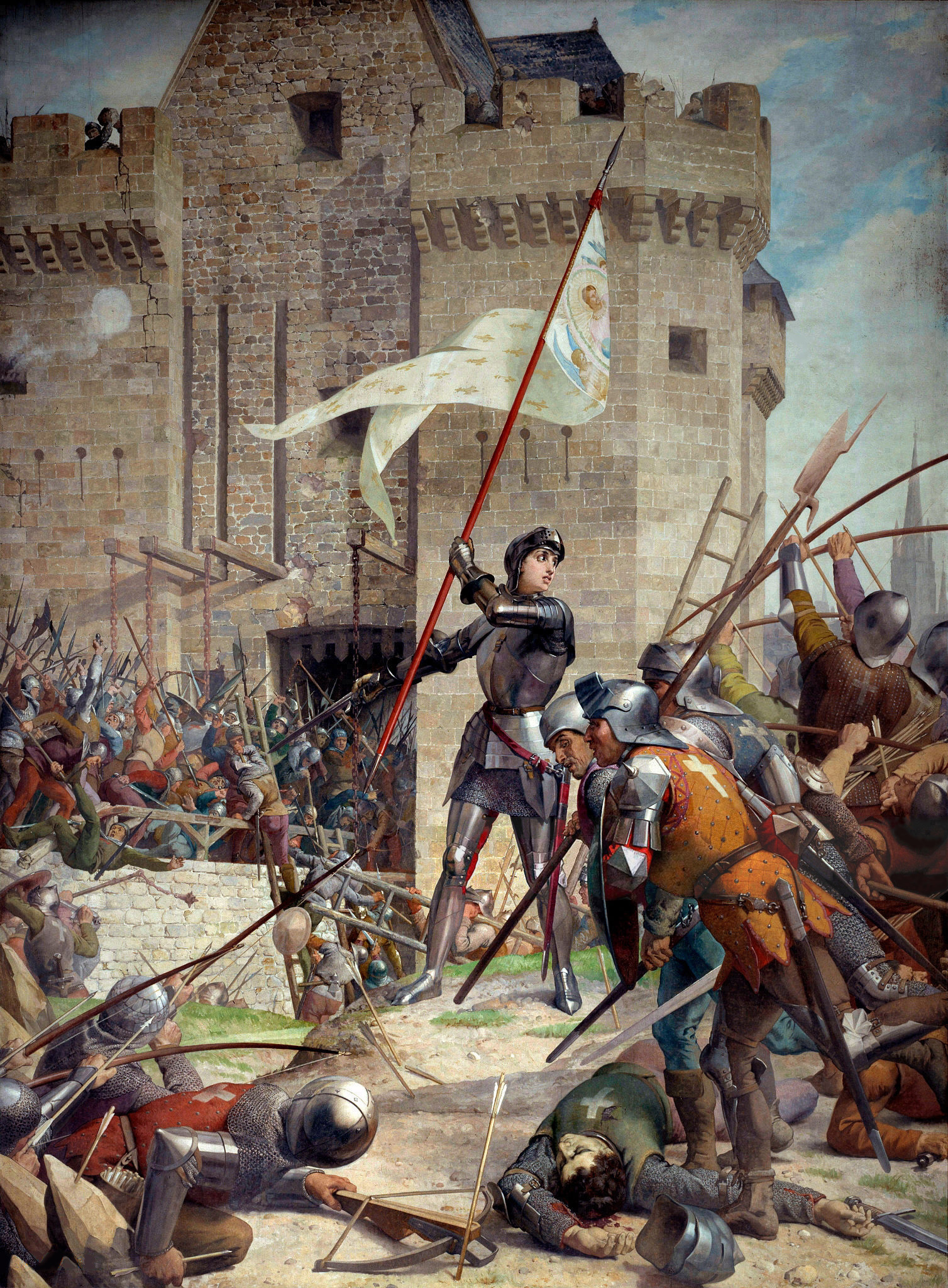
Jeanne au siège d'Orléans, de Jules Lenepveu Église du Panthéon a París

És dit que un soldat anomenat «Le Basque» tot i que hi ha debat en afirmar si la mateixa Joana ho va intentar abans, va agafar l'estendard d'ella i amb aquest va anar a atacar el camp clos seguit de l'exèrcit francès. Així, veient l'estendard, la milícia prengué el coratge suficient per penetrar-hi aquell mateix dia, mentre per altra banda els francesos enviaven una barcassa cremant al pont que separava la barbacana de les Tourelles. Això va afeblir el pont i va col·lapsar el capitost anglès, que en un intent desesperat va provar de fer travessar a les tropes el pont, col·locant-se a la petita estructura defensiva d'enmig. Amb habilitat, la gent de la ciutat sortí i trencà les seccions del pont suficients perquè les tropes angleses no aconseguissin els seus objectius: ara la batalla ja estava decantada.
Finalment, el dia 8 de maig, els anglesos començaren una retirada, no abans sense provar un últim atac mitjançant els seus longbowmen, una especialitat d'arquers pròpia dels anglesos caracteritzada per la llarga distància que podien aconseguir llençant la fletxa causant efectes tan efectius com travessar cuirasses enemigues. Tanmateix, mitjançant la gent de les muralles, no van aconseguir el seu objectiu i varen haver de retirar-se de les seves petites fortificacions del nord-oest d'Orléans, dirigint-se a Meung, que era la ciutat que els quedava més a prop seguint aquella direcció. A partir d'aquest moment, tothom va veure com el miracle que anunciava Joana s'havia acomplert. De fet, tot just acabava de començar i d'aquesta manera es va guanyar el sobrenom de la Pucelle d'Orléans. A més, actualment, la ciutat celebra la seva salvació amb festes anuals cada maig. Tot just després de la fugida de les tropes angleses, Joana preparà una missa i unes pregàries per als morts.

### Les ciutats del Loira
El següent pas de la campanya, va ser alliberar la resta de ciutats que els anglesos havien anat apoderant-se per tal d'encerclar Orléans i deixar-la sense el suport de les seves viles més properes. Meung, Jargeau Beaugency i Patay, doncs, eren els objectius principals. Amb Orléans alliberada, el Delfí assabentat va anar a reunir-se amb Joana el 10 de maig a Tours. Aquesta ciutat, estava al costat de Chinon, i a la riba nord del Loira tot just abans d'arribar a Blois, on havia passat ja prèviament Joana abans d'arribar a Orléans. I és que el rei no podia fer passos substancials donada la inseguretat permanent per la proximitat i la potència de les tropes anglo-borgonyones. Joana, doncs, va anar al seu encontre mentre el Bastard, Ponton de Xantrailles i el mariscal de Saint Sévère feren les primeres incursions a Jargeau, a l'est d'Orléans.
Després d'aquesta primera temptativa, varen anar a trobar-se amb el rei i Joana el mateix dia 13 ara a Loches i allí van començar a dissenyar una campanya per recuperar les terres del Loire: Jargeau, Meung i Beaugency. Joana durant aquest temps va estar fent visites, per exemple a la família del Duc d'Alençon, a Saint Florent lès Saumur. Finalment, tot just abans d'iniciar el setge, el dia 9 de juny Joana arribà a Orléans i es reincorporà a l'exèrcit. Allí, viatjà el mateix dia cap a Jargeau amb un exèrcit segurament de més de 6.000 homes, sota la direcció del Duc d'Alençon i el conestable Arthur de Richemont i es trobarien amb el Bastard i amb Florent d'Illiers que venien de Châteaudun amb més reforços, segons comentava el Duc d'Alençon al procés de nul·lificació. A Jargeau, els esperava, novament, Suffolk.

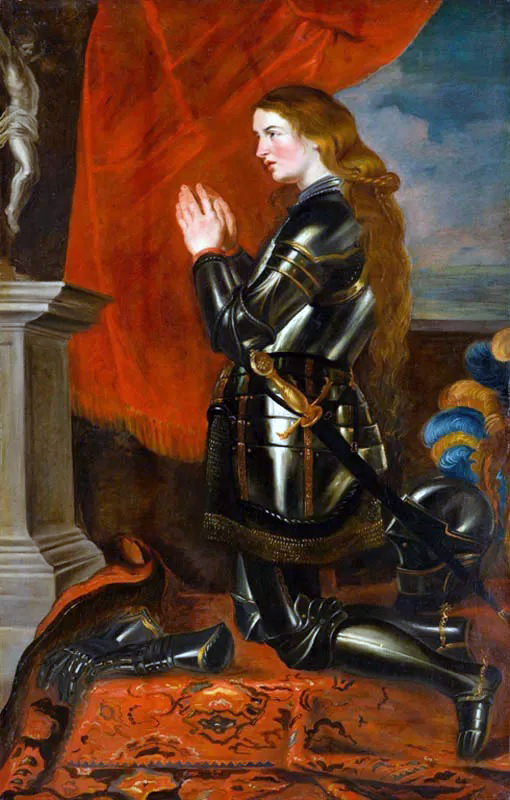
Joana d'Arc per Pieter Paul Rubens, 1620.

Durant dos dies els francesos van assetjar Jargeau fins a l'alliberació, el 12 de juny. El camí cap a l'assoliment de l'objectiu va ser la superació el mateix dia 10 d'una petita guarnició que va sortir a l'encontre dels francesos. Un cop derrotada, l'endemà, l'11, s'iniciaren els bombardeigs a Jargeau, la qual cosa rellançà la campanya dels francesos pel Loira, això relleva veient la successió seguida de les campanyes per les diferents ciutats i la persecució que se'n feu dels anglesos fins a la seva expulsió d'aquelles terres.
Ja el 12, els anglesos patirien una gran derrota, per Suffolk fora un dia desgraciat, ja que els francesos aconseguiren pujar les muralles de la ciutat i dirigir un atac definitiu sobre aquesta. Joana, rebé un cop de pedra al cap, amb la fortuna que el seu casc la protegí de la mort. Ella i el casc varen caure a terra, però ràpidament, Joana, que havia estat al mig de la batalla en tot moment amb l'estendard alçat, es va aixecar de seguida i va aportar l'adrenalina suficient a les tropes per acabar vencent i, fins i tot, fent presoner a Suffolk al final del dia. El 1898, un escultor francès, Lanson, va erigir una estàtua a Joana en la qual aquesta es portava la mà al cap, per recordar el cop. Aquesta estàtua es pot trobar a la Place du Martroi, Jargeau. William de la Pole, el Comte de Suffolk, restaria tres anys presoner. Sortiria el 1431, però el 28 de gener de 1450, morira assassinat. John de la Pole, el seu germà, el succeiria.
Amb rapidesa, l'exèrcit del Delfí va aprofitar el rejoveniment d'ànim de les tropes i en dos dies es varen plantar a Meung, el següent objectiu, on van fer un atac nocturn, després d'haver-ho preparat acuradament el dia 13 a Orléans. El dia 14 es va produir un atac i, sense haver acabat aquest ni haver fet capitular la ciutat, es va passar a bombardejar el dia 15 la fortalesa de Beaugency, sempre des d'una de les illes de l'interior del Loira, estant protegits. Beaugency, va ser defensada per una guarnició anglesa de la mà de William Gough. En veure venir la derrota, els anglesos varen pactar la rendició i varen marxar lliurement el matí del 17 de juny.
Tanmateix, el dia 13 de juny, havia sortit una expedició de prop de tres mil pagesos, des de Janville, al nord d'Orléans, passat Patay, encomanada per Bedford i dirigida per Sir John Fastolf. A ell, se li uní John Talbot, que venia de Meung el dia 16 amb reforços. Els dos decidiren anar a atacar els francesos a Beaugency, amb el desconeixement que ja havia estat presa de bon matí. D'aquesta manera, baixant del nord, els anglesos varen topar amb l'exèrcit de Joana, que venia d'alliberar Beaugency. Aleshores, varen formar files i es varen disposar a lluitar; amb la desgràcia pels comandants anglesos de què les seves tropes no van voler pas entrar en combat, segurament ensumant-se la derrota, i varen fugir a Meung. Així els armanyacs aquella mateixa nit varen tornar a Meung també, on els anglesos tenien una defensa més òptima establerta, atès que estaven en una fortalesa. Però tot i els bombardeigs, no varen poder evitar la derrota, i amb la lliçó apresa, el 18 de juny varen marxar d'hora cap al nord, amb la intenció de tornar a Janville, per un antic camí romà, probablement per esperar reforços des de París, la qual cosa volien evitar els francesos.
Les viles de la riba i de la vall del Loira havien estat, doncs, recuperades per l'exèrcit de la Pucelle, però la gesta no va acabar aquí, ja que es temia que, deixant escapar els anglesos, aquests podrien tornar reforçats. Així que després de discutir què calia fer, Joana va encoratjar els seus capitans a anar a l'encontre dels anglesos abans d'arriscar-se a patir unes hipotètiques conseqüències desfavorables. Semblava una tasca difícil, però no sabien pas que els anglesos s'havien aturat no gaire lluny de Janville, a reposar, concretament a Patay, tot i que el punt exacte no es coneix.
Quan els dos exèrcits es varen sentir a prop, es prepararen, França va posar tota la carn a la graella mitjançant la cavalleria pesant amb La Hire i Ponton dirigint-la; el Bastard i Alençon, en el cos de l'exèrcit varen prendre part, mentre que Joana i Richemont es quedaren en un segon pla. La tàctica francesa fou la de llençar la cavalleria a l'atac per eclipsar els prop de 500 arquers que van prendre les posicions davanteres per mirar d'aturar-los. La velocitat dels francesos aviat va superar el radi d'acció de les fletxes i així els eclipsaren. La tàctica havia sortit bé, perquè superada la línia d'arquers, varen poder dirigir-se al cor de la formació anglesa on hi havia el següent escull: Fastolf.
Els arquers havien estat dirigits per Scales i Talbot, que varen ser capturats mentre que més enrere havia quedat Sir John Fastolf, que s'ho va veure venir i, superats els arquers fugí en veure que les seves tropes no se'n sortirien, amb la poca tropa que encara restava darrere la protecció dels arquers i estava a punt d'entrar en combat tot derrotat cap al nord. Els anglesos havien patit la derrota definitiva a les terres de Loira i els camps de la rodalia, aquest últim combat resolt fàcilment en poca estona; obrint les portes definitivament a la consagració de Carles VII com a rei de França a Reims. En aquest moment de glòria, Joana va decidir no aprofitar-se'n i mostrà pietat vers els presoners anglesos. Joana va demostrar així que no tenia esperit de venjança tal com marquen les directrius de l'església, més en el judici a Rouen ja va dir que mai havia matat cap home, parlant dels motius pels quals portava l'estendard: «Era jo mateixa qui portava l'esmentat estendard quan jo carregava vers els enemics, per evitar matar algú. Jo mai vaig matar un home».

## La confirmació de la validesa de la paraula de Joana: Reims

### El viatge cap a Reims
El viatge que havia de dur a Carles VII cap a la seva consagració es presentava força difícil tot i la presència de la Pucelle, la qual havia demostrat que gràcies a la seva habilitat per encoratjar un exèrcit anímicament derrotat donada la dinàmica negativa de la qual venia que no mentia quan deia que l'única prova per saber si era cert que era una enviada no era altre que ella treuria Orléans del seu setge i duria el rei a Reims, car Reims en aquell moment estava guardada pels borgonyons com bona part del trajecte que conduïa a aquesta ciutat.
La comitiva de la cort que va iniciar el camí cap a aquesta ciutat, però es va trobar amb un panorama no esperat; la fama de la Pucelle s'havia estès per bona part del territori i allò havia fet que l'exèrcit armanyac del Delfí fos temut. Allò va ser una sorpresa que es varen anar trobant al pas per les diferents viles de renom que hi havia a la ruta que portava a Reims, ben al nord de França. Així doncs, Joana va passar sense gaires problemes per successives ciutats com per exemple Gien, Saint-Fargeau, Mézilles, Auxerre, Saint-Florentin i Saint Paul (ruta que anà des de la victòria de Patay el 18 de juny, fins al 5 de juliol a Troyes).
Des de Gien, per exemple, es varen anar enviant invitacions a diverses autoritats per assistir a la consagració del Delfí qui volia fer saber a tothom que seria oficialment el nou rei legítim de França. Abans d'arribar a Mézilles, Carles ja va agrupar tots els contingents que formarien l'exèrcit reial que l'havien d'escortar fins a Reims (29 de juny). D'Auxerre, es va arribar a preveure una guerra perquè hi havia una petita guarnició enemiga, però després de tres dies de negociacions, es va aconseguir extreure la col·laboració d'aquests amb Carles VII i les consegüents provisions per tal de prosseguir la ruta (aproximadament l'1 de juliol).
El següent escull en el camí, era la ciutat de Troyes; una ciutat amb guarnicions borgonyones de més de mig miler d'unitats. Aquí es varen presentar dues opcions: seguir o fer un canvi d'estratègia i encarregar-se d'arribar a Reims en un altre moment. La veu preponderant, la van portar els nobles de sang reial, que van intentar imposar el seu criteri. Aquests i la majoria dels capitans, varen creure convenient dur la batalla a la zona de Normandia com a següent pas, abans de passar per Reims. En aquest sentit varen persuadir el Delfí. Joana, però, era contrària a aquesta decisió car va dir que les seves veus li havien indicat que el camí a seguir en aquell moment no era altre que la coronació definitiva del Delfí a Reims perquè allò ajudaria a fer davallar l'autoritat, el suport i el poder dels seus enemics. I amb aquesta idea anà a convèncer-lo acompanyada de Jean d'Orléans, el Bastard a Troyes, després d'haver convençut la majoria dels capitans, segons el mateix Bastard confessava en el procés de nul·lificació.
Mentrestant, la ciutat de Troyes, es dividia entre la gent que estava disposada a aguantar, i els burgesos de la ciutat que tremolaven davant de l'arribada de l'exèrcit reial i les dures conseqüències que podia tenir veure's involucrats en un setge.
Fer canviar el rei d'opinió fora força difícil, però Joana ho va aconseguir mitjançant l'argument de les seves veus. El Bastard, va recordar en el procés el següent: «Noble Delfí» va dir ella «ordena a la teva gent que vagi i posi en setge el poble de Troyes, i no perdeu més temps en tals llargs consells. En nom de Déu, abans hagin passat tres dies, jo us portaré cap a l'interior del poble, amb bones maneres o per la força, i deixarem atònits de gran manera els falsos borgonyons.«D'aquesta manera, el rei acceptà i es decidí avisar la vila de les intencions reials, amenaçant-los; la qual cosa no feu atemorir des d'un primer moment la ciutat, creant així un clima prebèl·lic; Joana fins i tot va començar a col·locar estratègicament les tropes de manera perfecta, ja que va dir que dos o tres dels seus soldats més experimentats no ho podrien haver fet millor. Una de les trobades més importants, va ser entre Joana i el germà Ricard, enviat pels troyencs. D'aquesta trobada, Ricard, resultà convertit en un home ben fidel a la causa armanyac, segons un Burgès de París en el llibre titulat «Le Journal d'un Bourgeois de Paris». És un llibre anònim, però se sobreentén que l'escriuria aquell qui es va posar en el títol d'aquest.
A les portes de Troyes, doncs, l'exèrcit va romandre durant cinc dies, amb les negociacions, del 5 al 10 de juliol. El 9 de juliol, es va permetre entrar el rei a la ciutat i el deu, penetrà l'exèrcit. La guarnició borgonyona va romandre quieta al centre de la ciutat amb certa passivitat. Pertant, van decidir no lluitar. Arran de la resolució de l'entrebanc més poderós de la ruta, les següents viles varen suposar una espècie de camí de roses. El 12 de juliol s'arribà a Arcy i un dia després a Châlons, ciutat que espantada, no va dubtar a entregar ràpidament les claus de la ciutat al Delfí. Aquestes dues últimes ciutats, amb Troyes, quedaven molt a prop en el mapa de Domrémy i Vaucouleurs, es pot dir així que Joana havia tornat als seus orígens havent donat una volta pel reialme francès havent-hi recollit tota una sèrie de triomfs que ella mateixa havia pronosticat i promès. Fou per aquests pobles en els quals Joana es va retrobar amb gent de Domrémy com per exemple un cosí seu cistercenc dit Nicholas Romée, o Jean Morel, padrí d'ella, entre altres vilatans.
El dia 15 de juliol, la Chevauchée (la cavalcada) com així es coneix en francès, va arribar al castell de Sept-Saulx no gaire lluny ja de Reims, on hauria d'esperar els esdeveniments que el permetessin entrar a la ciutat. No trigaren aquests pas massa a produir-se, ja que el mateix dia, el Delfí va rebre en una carta la submissió formal de les autoritats de Reims a ell i el seu exèrcit. Amb precaució, doncs, van desestimar l'opció de resistir sabent que un setge probablement no els comportaria gaires beneficis. El 16 de juliol entrà la comitiva armanyac a la ciutat de Reims, doncs.

### La coronació del Delfí a Reims

Jeanne d'Arc au sacre du roi Charles VII, dans la cathédrale de Reims (1854) oli en canvas de Jean Auguste Dominique Ingres (Louvre)

Se sap que el dia de la consagració definitiva del rei francès a Reims, va ser el 17 de juliol. No va ser la cerimònia més esplèndida del moment puix que les circumstàncies de la guerra ho impedien, però el ritual es va dur a terme de totes maneres. Joana va assistir-hi, i sembla que en una posició ben privilegiada i amb el seu estendard, la qual cosa delata un dels moments claus en la història de Joana, representat per alguns quadres. Aquest moment, és vist tradicionalment com el clímax de l'epopeia de Joana, el punt més àlgid.
La cerimònia en si, va estar mancada, doncs, d'alguns elements tradicionals que varen ésser ben substituïts, com per exemple alguns objectes simbòlics reials. El que sí que es va aconseguir, són els elements originals per la unció; és a dir, la crema de la Santa Ampolla duta de l'abadia de Saint Remy.

## L'altra epopeia: el camí cap a Rouen

### La campanya a l'Illa de França
Arribada fins a aquest punt, teòricament Joana ja no tenia res més a fer a l'exèrcit. Havia complert la seva promesa perfectament, o segons ella, simplement havia complert correctament les ordres que li havien assignat les seves veus, és a dir, Déu. Però ella, com molts altres, varen veure que mentre la ciutat de París estigués presa per les tropes angleses, difícilment el nou rei podria apoderar-se del control del reialme de França, puix que París, n'era la capital.
El mateix dia de la coronació, Joana va enviar una carta al Duc de Borgonya, fent una referència a una altra enviada tres setmanes abans en la qual li demanava que anés a la coronació del Delfí. D'aquella no en va obtenir pas resposta. Tanmateix, el motiu de la carta, era la demanda d'una treva a petició del nou Rei de França. Va ser respectuosa en el to de la demanda tot i que li va recordar, una cosa ben usual en aquella època, potser intentant deixar-li entreveure una contradicció en les seves aliances contra l'armanyac: «...com els cristians fidels haurien de fer; i si us complau de fer la guerra, aleshores aneu contra els Sarracens». D'aquesta manera és un testimoni més que reflecteixen la presència de les lluites entre cristians i islàmics a l'edat mitjana. Així, fins i tot per ella, l'objectiu islàmic era normal i legítim, seguint el dogma cristià del moment, doncs.
El mateix dia de la coronació, encara, varen arribar emissaris del Duc de Borgonya i s'iniciaren les negociacions per arribar a la pau, o a una treva, que és el que es va acabar pactant. No va ser la pau que va desitjar Joana tal com va expressar en la mateixa lletra, però com a mínim la va obtenir durant quinze dies. Tanmateix la treva, no va ser pas gratuïta, ja que hi varen haver interessos polítics al rerefons d'aquesta.
Carles VII, doncs, necessitava prendre possessió de París, per exercir de Rei amb poder efectiu sobre el reialme, a més a més del fet que no tenia interès a crear una mala imatge d'ell mateix duent a terme una conquesta violenta de terres que aleshores passarien als seus dominis i un dia o altre li podrien passar factura; però per altra banda, el que va moure el Duc de la Borgonya a signar la treva, fou la necessitat de guanyar el temps suficient per refer-se. És a dir, poder fer un examen general de la situació, ressituar-se sobre el terreny i refer les aliances amb l'anglès Bedford, regent en aquell moment d'Enric VI (que acabà el 1437; havia nascut el 6 de desembre de 1421).
Una treva amb el Duc borgonyó, no volia pas dir cessar les lluites contra els anglesos. D'aquesta manera, Carles, va decidir amb l'objectiu clarament fixat a París, aprofitar els jorns de treva duent l'exèrcit reial en una espècie de tour per l'actual regió francesa d'Illa de França a l'espera d'anar-les vassallant a poc a poc, així sacrificava l'opció d'atacar directament la capital podent-ho fer després amb més punts a favor. Així l'Exèrcit va passar successivament sense entrebancs per ciutats com Corbeny el 21 de juliol, Soissons el 23 de juliol, el Castell de Thierry quatre dies després, Montmirail ja l'1 d'agost, Provins el 6, Coulommiers un dia després, La Ferté-Milon el 10 d'agost, i Crépy l'onze. L'objectiu era anar col·locant les seves tropes de forma estratègica per amenaçar la capital del reialme.
Els dies següents, el 12 i el 13 d'agost, Carles, provar des de Crépy estant, l'atac directe contra París. De la vila restant al nord-est de la capital francesa varen fer un petit desplaçament primer a Lagny le-Sec i després a Dammartin. Però la guarnició angloborgonyona, alerta, va fer una bona anticipació sortint a l'encontre d'aquests i els va aconseguir aturar, fent-los retrocedir altre cop fins a Crépy. Aquella temptativa armanyac, va cridar l'atenció anglesa que mitjançant Bedford, els va enviar una ofensiva, un repte de duel el 14 d'agost a Montépilloy, al qual varen accedir els francesos d'anar-hi l'endemà. Allà els anglesos tenien una resistència ben formada, capaç de fer front a lexèrcit reial francès conduït enèrgicament per Joana.
Montépilloy, era una vila que quedava enmig de Crépy i París, i allà els anglesos varen estructurar la seva guarnició de la forma tradicional, amb els arquers a davant tot esperant l'adeversari. La batalla, va ser en si prou estranya per provocar després de diversos atacs la retirada a París de les tropes angleses mentre el seu cap, Bedford, marxava a Rouen a sufocar unes revoltes que havien esclatat. De fet, els francesos que fins aquell moment no havien trobat una resistència de certa entitat a l'Ile, havien preferit fer d'aquesta espècie de tour al voltant de París, d'una exhibició tot evitant enfrontaments directes amb els borgonyons. Aquesta actitud, no agradaria pas gaire a Joana. La batalla de Montépilloy va deixar entreveure que l'exèrcit anglès no mostrava una actitud gaire diferent de l'armanyac.
D'aquesta manera, qui sortia guanyant en tot això, a banda dels armanyacs fent-se amb Montépilloy, era Felip el bo, és a dir, el Duc borgonyó, a qui Bedford deixava la defensa de la capital francesa. El borgonyó se sortia amb el qual buscava, car tenia a favor la mateixa ciutat que era potencialment proborgonyona.

### París
Joana trepitjaria Compiègne, una vila que toca l'Oise, un afluent del Sena estant en territori borgonyó, per primer cop a mitjans del mes d'agost, aproximadament el 18 juntament amb l'Exèrcit i el rei. Allà la ciutat obrí les portes a l'arribada d'aquests. La situació va arribar a ser una mica peculiar, perquè l'avanç de les tropes franceses cap a París, contrastava amb la mateixa diplomàcia armanyac que es dedicava a oferir pactes i enteses amb els borgonyons, els vertaders enemics en aquella zona. El 21 d'agost fins i tot es va arribar a una pintoresca treva que tenia per finalitat cessar els atacs durant quatre mesos a més a més de cedir alguns pobles al Duc de Borgonya, a més a més es va arribar a prometre una conferència de pau de cara a la primavera del següent any. Naturalment, es tractava d'una estratègia per confiar l'enemic borgonyó; ja que dos dies després de la treva, el 23, Joana i el Duc d'Alençon varen marxar de Compiègne, deixant-hi el rei, per atacar finalment l'objectiu final: París.
Amb un batalló, en dos dies es varen plantar a Saint Denis (just a davant de la capital de França, seguint el curs del Senna); des d'allí volien llençar els atacs contra les portes de la fortificació parisenca. Per un atac contundent i definitiu, però, van haver d'esperar l'arribada del rei, que es va fer efectiva a Saint Denis el 7 de setembre. Així, l'endemà, es va decidir atacar per la porta de Saint-Honoré, que quedava al nord-oest de la ciutat. L'ofensiva va resultar un fracàs donada la resistència borgonyona combinada amb la ja anticipada tendència també proborgonyona dels seus habitants. A més a més, Joana, va ser ferida per una fletxa en una cuixa. Això, va accelerar la decisió que el rei estava abocat a prendre: la retirada (efectiva el 10 de setembre. Aquesta decisió era totalment el contrari del que hauria volgut Joana, que com en la resta de batalles havia demostrat valor i valentia.
Joana va retornar a Saint Denis el dia 9, on allà va donar gràcies a Déu pel fet que no fora mortal. El Delfí, ara Rei, a partir d'aquell moment va agafar plenament el control de la situació en el si del seu exèrcit i la seva cort, essent ell el màxim influenciador en les decisions d'ell mateix; passant per sobre de les veus que fins ara havia tingut en compte de Joana. Així posà fre, va detenir la campanya militar. Allò seria un factor de tensió amb la mateixa Joana a partir d'aquell moment. El Rei francès, amb aquella aturada no expressava pas la intenció d'abandonar definitivament la lluita, sinó que simplement optava per pensar i defensar l'opció de conquerir-la mitjançant la pau, tractats i altres oportunitats, doncs, en un futur. Precisament aquesta és la via que va decidir prioritzar com a màxim dirigent, el rei de França, la via del pactisme.
El 21 de setembre dissoldria l'Exèrcit reial a Gien; després de fer un recorregut que el va dur cap a la vall del Loire, sortint del nucli parisenc l'11 de setembre, i travessant ciutats destacades com Provins o Montargis.
Seguir per la via del pactisme, significava reafirmar-se en la idea que Joana ja no li era necessària. Ella havia promès coronar-lo a Reims i així havia estat. Un cop consagrat volia aplicar la política que ell creia convenient d'aplicar amb legitimitat per ser el Rei. El seu objectiu final era el de refer l'harmonia entre la noblesa de França, refer l'estructura familiar i arribar a la pau definitiva amb els borgonyons per tal d'afrontar amb molta més força a les espatlles l'expulsió definitiva de la presència anglesa al seu reialme. Per fer això, necessitaria el temps que estava disposat a passar allunyant-se d'incomodar els borgonyons tot humiliant-los amb victòries militars sobre aquests. Segons la seva filosofia només així podria fer front a Enric VI (el 1435, finalment el rei de França obtindria la ciutat de París de mans del Duc de la Borgonya, Felip el Bo mitjançant el Tractat d'Arràs). Aquesta estratègia mai la va fer saber a Joana, a la qual probablement no tenia pas cap obligació de fer-se-la saber, com tampoc en tenien els seus consellers, atès que ella, de fet, mai havia pertangut al Consell Reial.

### Les desavinences de Joana amb la Cort
Joana va començar a inquietar-se profundament davant la nova estratègia del Rei, pausada i sense la urgència dels últims temps. Ella no podia pas acabar de comprendre sense cap explicació com el Rei havia decidit deixar de banda el fet militar pels processos de treves. A banda, va decidir de separar els generals tot dividint-los i destinant-los a diverses regions. Així, quan Joana volgué reprendre la campanya militar, ho va haver de fer sense la presència del Bastard ni del Duc d'Alençon; aquest últim que al seu torn demanaria sense èxit a la Cort que Joana l'acompanyés en la campanya a Normandia.
En aquest període de treves, Joana va residir a Mehun-sur-Yèvre amb la cort. Allí, Carles VII establiria la seva residència favorita i el 1461 hi moriria. Mehun, és un castell que havia estat restaurat per l'oncle de Carles VII i que quedava força lluny de París, a la zona d'influència del Loira. Sola doncs, va preparar allà un seguit d'enfrontaments amb la intenció de reprendre la campanya militar en primer lloc a Saint Pierre-le-Moûtier i a La Charité-sur-Loire. Primer de tot, va haver de passar per Bourges, avui important ciutat travessada pel riu Cher per trobar els reforços necessaris. Jean d'Aulon, ho explicava al procés de nul·lificació: «...per aconseguir això i reclutar homes, la Pucelle anà al poble de Bourges, en el qual ella va reunir les seves forces; i des d'allí, amb un cert nombre d'homes armats, dels quals Lord Elbret n'era el cap, ella anà a assetjar el poble de Saint Pierre le Moustier»
Sobre Saint Pierre, ciutat també de l'entorn del Loira com La Charité, Joana s'hi va dirigir cap al final d'octubre, i es va fer amb ella tot just el 4 de novembre. Nogensmenys, havia fallit en un primer moment, segons explica Jean d'Aulon escuder i pertant testimoni dels fets:
«...i els que hi havia ho van fer el millor possible per prendre'l [St. Pierre], però, a causa del gran nombre de gent al poble […] els francesos foren obligats i forçats a abandonar […] i en aquest moment, el Testificant [Jean, sempre va parlar autoanomenant-se «el Testificant», expressió extrapolable a «un servidor» i, expressant-se a més, en tercera persona (recorrent en aquesta època) com si estigués parlant d'una altra persona quan es referia a ell mateix] fou ferit per un cop al taló, que no es va trencar, però el va deixar sense aguantar-se ni poder caminar: aleshores es va adonar que la Pucelle s'havia quedat acompanyada per un nombre molt reduït de gent seva i altres: i, el Testificant, veient que el problema podia anar més enllà [recordem que una bona part de l'exèrcit havia fugit], va muntar un cavall, i anà immediatament al seu auxili, exigint-li què estava fent allí tota sola i perquè no havia marxat com la resta. Ella, després de treure's el casc del cap, replicà que no estava pas sola, i que encara li restaven a la seva companyia cinquanta mil dels seus homes, i que no marxarien fins que no hi haguessin pres el poble.
I el Testificant digué que en aquell moment ella ja podia dir el que volgués que amb ella no hi havia més que quatre o cinc persones [no en el sentit literal, òbviament, sinó referint-se a l'expressió «sou quatre gats»], i això ell ho coneix perfectament […] qui de manera semblant la veia…»
Jean, li tornaria a exigir que es retirés del camp de batalla, en esposta de la qual obtindria l'ordre d'anar a buscar un grapat de falçs i valles per construir un pont que els permetés travessar la trinxera amb el poble. Els pocs que quedaven, així ho farien de forma eficient, amb la qual cosa n'obtindrien l'entrada i la victòria sobre aquell poble llur resistència fora més reduïda. Afegiria que aquelles accions crearien en ell una imatge molt més divina de la Pucelle.
Abans de prosseguir amb La Charité, el 20 de novembre de 1429, Joana va adreçar una carta al Rei, tot implcant a Catherine de La Rochelle, defensora del punt de vista de les treves, pertant un altre portaveu de les tesis del Rei (en contraposició amb Joana) amb qui s'havia entrevistat. Aquesta dona s'associava amb el germà franciscà Ricard. En aquest cas, oana v respondre a les afirmacions de Caterina en les quals aquesta expressà que havia tingut unes visions en les quals se li apareixia una dona vestida de blanc (en al·lusió a Joana) i amb unes sabates d'or dient que aniria per totes les ciutats reclamant-ne l'or i la plata, igual que li ho reclamaria al rei (fent referència, car a què finalment tot aquest metall aniria a parar a les mans de Joana en «gratitud» pels serveis prestats). Joana, car amb la carta va desmentir totes les afirmacions de Caterina i va recomanar-li que tornés amb el seu marit, a les tasques domèstiques i a criar la canalla. Així, va afegir que quan veiés el rei l'informaria de l'estat de «bogeria completament sense sentit» d'aquella dona.
Aleshores, tot seguit preparà l'assalt a La Charité, un assalt que es perllongaria profundament. Aquest és un dels punts més rellevants en la història de la marginalització de Joana. El rei, li proporcionà un exèrcit que mai va estar a l'altura de la resistència de la ciutat. No gaire ben equipat i baix en nombre d'unitats. Joana va demanar uns reforços a les ciutats del voltant que mai varen arribar tret del material que va enviar Clarmont d'Alvèrnia. I finalment, el dia de Nadal, després d'un mes just i un dia, Joana va decidir-se a abandonar el setge vers aquella ciutat deixant-hi l'artilleria que restava. Les condicions climatològiques, a més, es varen anar fent més difícils, ja que a poc a poc es penetrava dins les fases més profundes de l'hivern, un període tradicionalment poc donat a les guerres.

### L'ennobliment de la seva família?
Sobre aquest, novament tornem a trobar diversitat d'opinions per la qual cosa la discussió està oberta i novament un front entre els teoritzadors «clàssics» i els «ortodoxos». Per començar, per la majoria dels primers, acostuma a ser la prova que clarifica que hem d'anomenar Jehanne amb el cognom, és a dir, «Jehanne Darc» (avui d'Arc) amb la ximplesa del raonament de què es tracta d'un document oficial. Aquesta afirmació, ultrapassa la paraula de Joana en el procés (anteriorment esmentada) declaració d'aquesta que, defensen els «ortodoxos» tendint a afirmar que sobre aquest document, es tracta d'un frau i, per tant, és fals.
Teòricament doncs, el 29 de desembre a Mehun, el Rei trameté una carta d'ennobliment a la família de Joana que englobava també la seva descendència, masculina i femenina. Fins aquí, aquest és el presumpte fet, que es considera pels defensors de la seva validesa com una espècie de recompensa pels serveis prestats.
Així doncs, s'entra de ple en la polèmica quan l'altre sector d'historiadors analitza el text. D'aquesta manera s'inicia doncs, a més de la discussió per l'oficialitat del cognom «Darc» en vida d'ella, a discutir-se també sobre la paternitat i maternitat real de Jacques i Isabelle, que apareixen en el text com a pares d'ella; en un text suposadament oficial. Els punts més rellevants que s'acostumen a argumentar per demostrar que el text és fals i que, per tant, no hi hagué pas cap ennobliment, són els següents:
En primer lloc, fent referència al nom (Jehanne Darc) ella mai va anomenar-se de cap altra manera que de la que va declarar al procés, és a dir, «Dins el meu poble se'm deia Jehannette. A França, se m'anomenava Jehanne des de la meva arribada.» El mateix jutge principal de Rouen, doncs, no la va anomenar pas de cap altra manera que «Jehanne, comunament anomenada la Pucelle» durant tot el procés. Joana, la Pucelle, és la fórmula que sempre utilitzà en totes les seves cartes ella mateixa, com tampoc li posarien cap cognom els vilatans declarants al procés de nul·lificació.
En segon lloc, es posa en dubte la veracitat concreta de certs fragments, els més discutits en els quals es fa referència a allò que va fer Joana per la corona francesa: 
«És per això que nosaltres fem saber amb tot, el present i l'esdevenir, que, tenint en compte allò de més amunt [es refereix als termes que s'havia expressat en el paràgraf de més amunt de la lletra], considerant a més agradable els, molts i aconsellables serveis que Jehanne la Pucelle ja prestava i prestarà en el futur, ho esperem, per nosaltres i pel nostre regne, i per altres certes causes que ens mouen, amb això ennoblim la susdita Pucelle…»
Aleshores la pregunta que es fan els detractors és la següent: perquè la lletra no descriu les campanyes, els mèrits en si que l'han duta a aquest reconeixement? Afirmen, doncs, que tots els documents d'aquest tipus del segle xv contenen una detallada descripció dels fets que, en efecte, provoquen aquestes lletres d'ennobliment. En aquest cas, Joana va aconseguir conduir Carles a Reims després de les ja esmentades gestes que el mateix Rei havia reconegut.
En tercer lloc, es parla de l'ennobliment per tota la família tant en línia masculina com en femenina: «…i tot el seu parentiu i llinatge, i, en favor i contemplació d'icelle Jehanne, tota llur descendència masculina i femenina…». En aquest cas, hom es pot remetre a debatre aquesta sentència afirmant que a França ja hi havia una llei sàlica i per tant, les dones no podien beneficiar-se d'aquests favors per línia hereditària. Els «ortodoxos», afirmen que Carles V de França, el primer a utilitzar el títol de Delfí (que ve pel territori Delfinat), feia una ordenança el 1368 amb la qual reforçava que la noblesa únicament es transmetia per línia masculina. Així d'aquesta manera quedaria sense validesa, car el tema de la descendència per línia femenina.
L'últim punt que s'acostuma a criticar és el del segell que es va fer servir per a la lletra. Els estudis diuen que es tracta del segell ordinari que el Rei feia servir, i no pas del Gran Segell, guardat per Regnault de Chartres, qui sembla que durant aquells dies no se'n va separar. El Gran Segell era obligatori per les Cartes d'ennobliment.
Finalment, els defensors de les afirmacions de què la lletra és falsa, fan un salt en el temps i viatgen als anys 1550 amb Robert de Fournier, (baró de Tornebeu) i el 1600 amb Charles du Lys, els quals sembla que eren descendents de la família «Darc» i van reclamar els drets nobiliaris que teòricament els pertanyien. Doncs bé, sembla que varen haver de litigar per tal d'aconseguir-los; un fet una mica estrany, ja que els haurien de venir d'herència.
Altres tesis sobre aquest fet, no responen necessàriament a la «clàssica»; es parla d'una confirmació de la carta d'ennobliment amb Robert, baró de Tournebeu que l'octubre de 1550 feu una petició juntament amb el seu nebot Lucas de Chemin, senyor de Féron, tots dos descendents d'una filla de Pierre du Lys. D'altra banda, es diu que dels tres germans de Joana, dos tingueren descendència: Jean i Pierre. Els descendents del primer van adoptar el nom «Du Lys», i del segon, en van sortir dos fills, del mateix nom: Jean. El primer va tenir una filla i el segon esdevingué Regidor d'Arràs. Aquest últim tornaria a França i adoptaria també el nom «Du Lys» i tindria dos besnets, Charles du Lys i Luc du Lys, que reclamarien els drets.
Encara una altra, ens diu que Pierre du Lys, germà de Joana, tingué un fill, Jean du Lys qui morí sense descendència el 1501. Així, durant els segles xvi i xvii aprofitant que un dels privilegis de l'ennobliment de les famílies, era l'exempció a l'hora de pagar els impostos, haurien aparegut falsos familiars o descendents de la família de Joana que haurien volgut aprofitar-se'n. Així expliquen la demanda i els litigis de Charles du Lys i del baró de Tornebeu. També s'afirma en aquest sentit, a l'hora d'explicar els litigis, que Carles IX (1550-1574), hagué suprimit els beneficis de transmissió per les dones i així aquests hagueren de recolzar-se en la descendència del germà de Joana, Pierre (du Lys), de l'únic que se sabia que havia tingut un fill. Provaren d'inventar-se una altra dona per Pierre, que va tenir solament un fill, sense descendència (Jean du Lys) i a partir d'aquí una sèrie de fills que no surten registrats en les enquestes de noblesa fetes de 1476 a 1551. Així, l'ennobliment de Joana i la seva família segueix essent un misteri.

### El declivi definitiu: les últimes campanyes
Joana passà la resta de l'hivern, després de l'abandonament de la campanya a La Charité, en el castell de Sully, el qual pertanyia a Georges de la Trémoille tot després d'algunes estades a Bourges i a Orléans. Mentre Joana feia la seva estada, seguien els tràmits que duien el Delfí i el Duc de la Borgonya amb Compiègne. El rei de França havia acceptat que aquesta ciutat que estava en territori borgonyó, passés a aquest, a canvi de la neutralitat del Duc. El Borgonyó, però, encara seguia amb les negociacions paral·leles amb Anglaterra, la qual cosa no agradà gens al Rei, que li havia ofert la seva confiança i finalment decidiria tornar a prendre la ciutat, que ja tenia del seu favor quant als seus habitants.
Aquest fora un dels motius de la tornada de Joana al panorama militar. Ella, seguia amb la intenció de fer el possible per expulsar definitivament els anglesos, sense passar per les treves que intentava portar Carles VII. Aquestes treves, acabaren el març de 1430 i Joana, que pacientment les havia respectat, tornà al camp de batalla, en direcció a Compiègne amb un modest batalló i ho feu sense esperar que el Rei li ho permetés. Paral·lelament a això, Joana dictà diverses lletres des de Sully, dues dedicades als ciutadans de Reims (els dies 16 i 28 de març) on els assegurava que els auxiliaria en cas de setge (aquests se li havien adreçat abans tement-ne un)) i una altra carta el 23, molt més atrevida i després polèmica, als hussites. De fet, es tractava d'un ultimàtum en el qual els tractava d'heretges (la carta anava dedicada als «herètics de Bohèmia»). En aquesta els cridava a tornar a la fe catòlica i així a la llum verdadera si no volien que ella mateixa liderés una croada en contra d'ells. La utilització que se'n feu després per part dels seus detractors és la que es va voler posar en el lloc del Papa, que n'acabava d'anunciar una, en la qual pretenien prendre part junts els borgonyons i els anglesos.
Sembla que aquesta carta amenaçadora va dur l'empremta, o la influència del germà Jean Pasquerel, que era el seu confessor, amb qui junt també amb el seu germà Pierre, Jean d'Aulon i el petit batalló, partiren de Sully. El primer repte d'aquesta nova etapa en els camps de batalla, fou a Lagny-sur-Marne, a la vora del riu Marne, afluent del Sena molt a prop de París. Allà hi havia guarnicions angleses, i destacaments borgonyons. Joana els va poder derrotar, el 29 de març gràcies també a l'ajuda de les tropes mercenàries itàliques de Berthelemy Baretta que va reforçar el regiment de Joana amb unes 200 unitats.
Ja a l'abril del mateix any, Joana protagonitzaria l'última de les seves victòries en el camp militar. Va ser amb un encontre amb les tropes borgonyones dirigides per Franquet d'Arràs. Ella, va necessitar carregar tres cops contra la defensa mercenària borgonyona que havia sortit de París amb més de 300 unitats, enfront de les prop de 400 que dirigia Joana, sense reforços de part del rei. La batalla va acabar doncs amb la rendició d'Arràs, que li va oferir la seva espasa com a prova. Aquest aspecte seria tractat al procés de Joana el 24 de març de 1431, ja que ella va dir que a partir d'aquell moment utilitzà l'espasa guanyada mentre que no va voler donar detalls de la que duia habitualment, la que havia rebut a Sainte Catherine de Fierbois. El destí d'Arràs, fou l'esdevenir presonera, i d'aquí, la seva execució després d'un procés d'uns quinze dies a Lagny mateix, en mans d'un oficial de Senlis de la justícia de Lagny.
El 10 de març de 1431, Joana declarava en el seu procés, que en la setmana de Pasqua de 1430 (es creu que el 22 d'abril), a Melun estant, les seves veus, les de Santa Caterina i Santa Margarita, li feien saber que seria capturada abans del dia de Sant Joan, és a dir, el 24 de juny, no tenia per què patir, però perquè Déu l'ajudaria a passar el tràngol. A més a més, ella provà de demanar a quina hora seria presa en captivitat, però les veus no li ho varen dir.
El 24 d'abril, Joana arribaria a Senlis, on teòricament esperà per uns reforços del Delfí. D'aquí fins ja el 14 de maig, no se sap amb certesa què és el que va fer. Se sap que hauria passat per Crépy, Compiègne i per Soissons (que no permeté que Joana actués excusant-se amb què la gent no volia problemes. Guiscard Bournel, el capità d'aquesta ciutat, vendria setmanes després de forma secreta aquesta ciutat als borgonyons), tornant el 14 a Compiègne. Tanmateix, el que està més clar, és que mentrestant l'aliança anglo-borgonyona es refeia i el Duc de Borgonya començava a guanyar terreny amb l'afany d'ocupar la ciutat de Compiègne. L'objectiu era assetjar-la, ja que els ciutadans es mostraven proarmanyacs i no oferien la seva rendició. El 6 de maig, mentrestant, la cort armanyac reconeixia el desastre que havien produït les últimes treves pactades amb els borgonyons, sobretot la treva de neutralitat amb Compiègne (afirmació reforçada per l'Arquebisbe de Reims), que les havien aprofitat per refer-se i refer les aliances amb Anglaterra i iniciar un altre cop tot un seguit de batalles.
El Duc, així, va aconseguir avançar força durant el mes de maig amb l'objectiu d'arribar aviat a Compiègne. Primer va prendre el pont de Choisy-au-Bac ciutat que va caure el 16 de maig, va seguir fent-se amb el monestir de Verberie i finalment va aconseguir arribar a Compiègne el 22 de maig, dia en què la posà en setge. Joana, per la seva banda, se sap que del disset al vint-i-u de maig passà novament per Crépy, lloc del qual en va treure més reforços per poder redirigir-se a Compiègne tot contribuint a millorar la defensa dels vilatans.
Just el dia que la ciutat cau en setge, Joana arriba amb els reforços ja de matinada, després de cavalcar amb els seus homes pels boscos propers fins a arribar a la vila. La resta de la nit la passaria a l'interior de la ciutat coneixent que aquesta estava essent assetjada tot i les recomanacions de perill dels seus propis soldats.

### Compiègne: la captura
El matí del dia 23 de maig de 1430, Joana va anar a fer unes pregàries a una de les esglésies de la ciutat. Compiègne, estava capitanejada per Guillaume de Flavy i va ser amb aquest amb el qual Joana va traçar les seves últimes estratègies per preparar la batalla que es lliuraria aquella mateixa tarda, en un pont a l'exterior de les muralles de la ciutat, el qual significava un enclavament de setge molt perillós la qual cosa ja sabien els borgonyons que d'aquesta manera el volien prendre.
Les tropes franceses varen sortir de la ciutat, però es van trobar amb una coalició borgonyona ben forta a la qual van poder fer endarrerir diverses vegades. Es van trobar amb una espècie d'emboscada que les cròniques narren com l'entrada dels anglesos en la lluita, la qual cosa feu retrocedir els armanyacs. Els anglesos, es varen posar entre l'exèrcit de la Pucelle i el pont al mateix temps que una part dels borgonyons es col·locaven darrere de l'exèrcit francès, el qual quedava encerclat i amb molt poques opcions de resistència tot i el mins suport des de les muralles dels arquers de la ciutat de Guillaume.
Va ser quan la mateixa companyia de Joana va reclamar-li: «Considereu de fer un esforç per tornar a la ciutat, o vós i nosaltres estarem perduts!». Segons les cròniques, la Pucelle va tenir per això una resposta ben furiosa: «Quiets! La seva derrota depèn de nosaltres. Penseu només a atacar-los». Aleshores, però els anglo-borgonyons varen veure que Joana feia maniobres per tornar a la ciutat, amb un gran esforç s'afanyaren a prendre el pont, la qual cosa provocà una gran escaramussa a l'extrem d'aquest.
Va ser aquest el moment en què Guillaume de Flavy, capità de la ciutat, cometé l'error més gran de la seva vida, la qual cosa li va costar moltes crítiques i acusacions. El fet, és que davant de l'adveniment d'una predictible derrota, va agafar certa por i amb el propòsit de protegir la ciutat per no perdre-la, ordenà tancar les portes de la ciutat de Compiègne, amb la qual cosa ja ningú no podria penetrar, ni tan sols la Pucelle. Naturalment, les valoracions posteriors sobre aquesta decisió són difícils de fer i depenen de l'òptica amb què s'enfoquin. Guillaume no va quedar, però, exempt d'acusacions de traïdoria.
Segons les cròniques, en aquell moment, Joana agafà les regnes de la batalla i es posà al capdamunt amb la major bravura demostrable tot ultrapassant els límits de la seva naturalesa femenina. L'enemic, amb astúcia va veure que els armanyacs estaven penjant d'un fil i restaven a la mercè d'ells i varen donar ordres de treballar fort per capturar Joana. Ella, al seu torn, mostrà una gran resistència, però fou sorpresa per cinc o sis homes dels quals un li va posar la mà a sobre mentre els altres sostenien el cavall i li cridaven que es rendís resposta a la qual obtingueren la negativa de Joana enmig del forceig.
Els companys de Joana van provar de posar mitjans per tal de recuperar-la, però un arquer borgonyó del Bastard de la Vandonne l'aconseguí desenganxar del cavall definitivament i Joana hagué de rendir-se definitivament al Bastard, Lionel de la Vandonne, vassall del Duc de Luxemburg, Jean de Luxembourg atès que aquest que estava just al costat en el moment de la caiguda de Joana, era un noble. En aquesta mateixa captura, el germà de Joana, Pierre també fou fet presoner, (i alliberà anys després) com Jean d'Aulon a qui se li permetria seguir amb la intendència de la Joana en captivitat.

## La fi del viatge: el procés a Rouen i la condemna definitiva
L'últim any restant de la vida de Joana, de maig de 1430 a maig de 1431, és dividit en dues parts, atès que ella encara va haver de passar per un malaltís periple d'una vila a una altra essent venuda fins a la seva arribada final a Rouen, on el bisbe de Beauvais, Pierre Cauchon, lideraria un procés eclesiàstic irregular, que ocuparia els últims mesos de la vida de Joana, i que acabaria amb una sentència de mort a la foguera després d'haver passat a justícia secular els dies restants de vida de la Pucelle; obviant de moment les tesis que parlen de la seva supervivència. Aquest procés, doncs, seria un dels més famosos de la història la qual cosa convertiria la jove Donzella en un mite per França, a més de la seva patrona.

### La primera etapa de la captivitat de Joana
La primera de les dues etapes, s'inicià amb el seu trasllat a una localitat molt propera a Compiègne, al nord-est, la qual té per nom Margny-lès-Compiègne, on hi havia una fortalesa. Allí passà uns pocs dies, des de la seva captura el dia 23, fins al dia 27, on fou traslladada a Beaulieu-les-Fontaines. Entremig del camí, a prop de la vila d'Elincourt, ella rebé permís per anar a fer unes pregàries a Santa Margarita, llur veu va dir que havia sentit. Entre els dies 27 i 28, Joana, es va entrevistar amb el mateix Duc de la Borgonya, Felip el Bo. Joana, en aquells moments era propietat del Duc de Luxemburg. De l'entrevista entre Joana i el Duc borgonyó, dissortadament no se'n sap què es varen poder dir.
Abans de prosseguir el seu periple en captivitat cap al nou punt geogràfic, Beaurevoir, Joana va passar per diverses experiències a Beaulieu. El 6 de juny varen arribar a la vila de Noyon Felip el Bo i la seva dona Isabelle de Portugal. Joana, va ser allí traslladada, concretament al luxós Palau episcopal que hi havia el qual quedava a prop de la Catedral. Allà també hi va poder trobar al Comte de Luxemburg, Jean i la seva dona Jehanne de Bethune. No se sap tampoc què va poder succeir, però s'apunta que Joana va causar certa simpatia a la duquessa Isabelle, la qual fora l'artífex del seu trasllat a una presó més digne, a Beaurevoir a final de juny o a principis de juliol.
El mateix juny, però, no se sap ben bé quin dia, Joana provà d'escapar-se per primera vegada de la torre on estava com a presonera a Beauvais, fou però, detinguda abans de sortir-ne. Mentrestant, la Universitat de París, representada per Pierre Cauchon, proanglès, bisbe de Beauvais i ara a l'exili a Rouen, anava fent escrits al Duc de la Borgonya, el més conegut el del dia 22, reclamant la deportació de Joana. A més, van advertir que els armanyacs, que en aquell moment podrien estar negociant el retorn de la jove donzella, estaven fent tot el possible per rescatar-la. Es considera la possibilitat també de què el Bastard d'Orléans i La Hire, bons amics de la Pucelle, protagonitzessin diverses temptatives militars pel seu compte basant-se en l'objectiu d'intentar rescatar na Joana només se sap que varen coincidir a Louvain el març de 1430.
Joana, finalment, fou traslladada al Castell de Beaurevoir, on passà l'estiu tot i que empresonada, rebent l'amabilitat i el bon tracte de tres dames: Jehanne de Luxembourg que era la tia de Jean de Luxemburg, Jehanne de Bethune, l'esposa d'aquest, i Jehanne de Bar la fillastra del matrimoni. Joana, que, per ordre de les seves veus vestia d'home, intentà ser persuadida per aquestes dones perquè reprengués els hàbits femenins. Aquesta època, Joana la passaria relativament amb tranquil·litat. De fet, aquesta va ser la millor època de l'etapa com a presonera, sobretot en comparació amb el qual hauria de viure en el marc del procés eclesiàstic.
A partir de juliol, la seva estada amb les tres dames, casualment del mateix nom que ella, és tranquil·la i no n'acabà transcendint res durant els dos mesos següents, agost i setembre. Tanmateix, la documentació torna a arribar l'octubre de 1430, quan es començarien a multiplicar les negociacions per vendre Joana. De fet, Jean de Luxemburg, va aprofitar el fet que comptava amb una presonera molt valuosa i així va utilitzar aquest fet per obtenir-ne el màxim rendiment polític i econòmic. Es creu, però que la seva dona, la duquessa Jehanne, en veure que el seu marit feia tractes amb els anglesos, l'hauria intentat persuadir de què no la vengués als anglesos. Per desgràcia de Joana, la duquessa de Luxemburg moriria el 18 de setembre, la qual cosa donaria via lliure al seu marit per seguir negociant amb els anglesos.
Serà aproximadament pels volts de setembre a octubre, quan Joana farà el seu segon i últim intent de fuga, quan va provar de saltar una altura d'uns seixanta peus d'alçada des de capdamunt de la torre on estava empresonada. Tot i el risc de mort, va sobreviure miraculosament sense ni tan sols trencar-se cap os, només amb algunes contusions. Després confessaria que ho va fer encara que les seves veus li varen pregar que no ho fes, perquè sabedora de l'adveniment dels anglesos cap a Compiègne, i de què ella podia acabar venuda a aquests, es va veure amb l'obligació de prestar ajuda als ciutadans i amics de Compiègne abans que acabessin massacrats a causa del setge que estaven patint. Va donar gràcies als àngels per haver salvat la vida i va demanar perdó a Déu per haver pecat, el qual segons ella la perdonà. Ella, quedaria, però estesa sobre el terra dels peus de la torre, inconscient i es creu que durant tres dies no va menjar ni beure, però que finalment es recuperà perfectament.
Un altre fet destacable, al recuperar-se del xoc de la caiguda, és que Joana va advertir que les seves veus li indicaren que de totes maneres, el poble de Compiègne rebria els reforços suficients per aixecar el setge als volts del dia de Sant Martí, que és l'11 de novembre. Certament, el setge sobre Compiègne seria aixecat. Així seria finalment, gràcies principalment a l'arribada providencial de Ponton de Xantrailles, que junt amb un regiment d'homes armats, el 25 d'octubre amb l'ajut del poble, embogiren en un fort atac contra la bastilla anglesa de Pierrefonds. Així els anglesos hagueren de fugir i la seva bastilla fou cremada.
El 2 de novembre iniciaria essent traslladada cap a Arràs la deportació definitiva cap a Rouen, efectiva un mes després, arran de la consolidació de la seva venda definitiva als anglesos, a mitjans de novembre, després d'uns mesos de negociació. Jean de Luxemburg n'extrauria unes 10.000 lliures torneses. Paral·lelament, s'ha discutit profundament l'actitud de Carles VII vers aquesta situació. Lluny d'endinsar-se en judicis fàcils sobre una possible traïdoria del Rei sobre Joana, com s'ha acusat a Guillaume de Flavy, les circumstàncies reals del Rei són difícils de conèixer.
Així, a la pregunta de si el rei de França va provar de rescatar Joana comprant-la a Luxemburg, ens hem d'atènyer a les dues opcions més plausibles, la primera de les quals és si va intentar negociar per la compra de la seva llibertat i per altra banda, si Luxembourg estava disposat a retornar-la als armanyacs. La documentació sobre aquest assumpte, manca, amb la qual cosa no es pot demostrar que ni tan sols s'haguessin iniciat les negociacions per provar de recuperar la Pucelle, la qual cosa pot fer pensar que els armanyacs podrien haver donat la causa per perduda, haguessin fet algun intent que no consta o l'haguessin abandonada a la seva sort.
Per la seva banda, Luxemburg, va preferir fer-se de pregar un cert temps de forma hàbil per intentar encarir la venda i així treure'n més beneficis. Altres opinions atribueixen l'endarreriment de tants mesos a les pressions que va estar rebent Luxembourg de part de dames com per exemple la seva dona, o les altres dues Joanes que varen passar l'estiu amb la Donzella d'Orléans.
Finalment, doncs, Joana passaria per pobles com Arràs, Saint-Riquier, Drugy i Le Crotoy on pogué contemplar per primera vegada en la seva vida l'oceà, ja que aquesta vila està situada al canal de la Mànega, a la vora de Somme. A Le Crotoy, va poder anar a parar al mateix lloc on el Duc d'Alençon havia estat empresonat pels anglesos després de la batalla de Verneuil, durant cinc anys, des del 14 d'agost de 1424. Ella sabé que no tenia pas cap opció ja de sortir-ne amb vida a diferència del seu amic.
A Le Crotoy, poble que probablement abandonà pels volts del 20 de desembre de 1430, també va rebre la visita d'unes dames procedents d'Abbeville, que quedaren meravellades amb la recepció que la jove Donzella els oferí. A més a més va poder conèixer un altre presoner, Nicholas de Queuville, Canceller de la Catedral d'Amiens, amb qui li permeteren celebrar alguna missa.
El següent poble pel qual Joana passà en un viatge que estava essent força discret, fou el de Saint-Valéry, per això hagueren de travessar el Somme en un trajecte que els estava fent fer una ruta de nord-est a nord-oest per tal de baixar una mica cap al sud vorejant la costa atlàntica francesa fins a arribar a Rouen, destí final. A partir d'allí, es desconeix quina ruta va seguir per arribar a Rouen ciutat que torna a quedar una mica terra endins, i dues opcions es perfilen com les més probables; per una banda la ruta costanera: Saint Valéry-Le Trepport-Dieppe-Rouen, o la que aniria directament terra endins: Saint-Valéry-Eu-Arques-Bosc-le-Hard-Rouen. En tot cas, les tropes que protegiren el trasllat de Joana cap a Rouen, hi arribaren la nit de Nadal, el 24 de desembre.

### Procés de Joana a Rouen

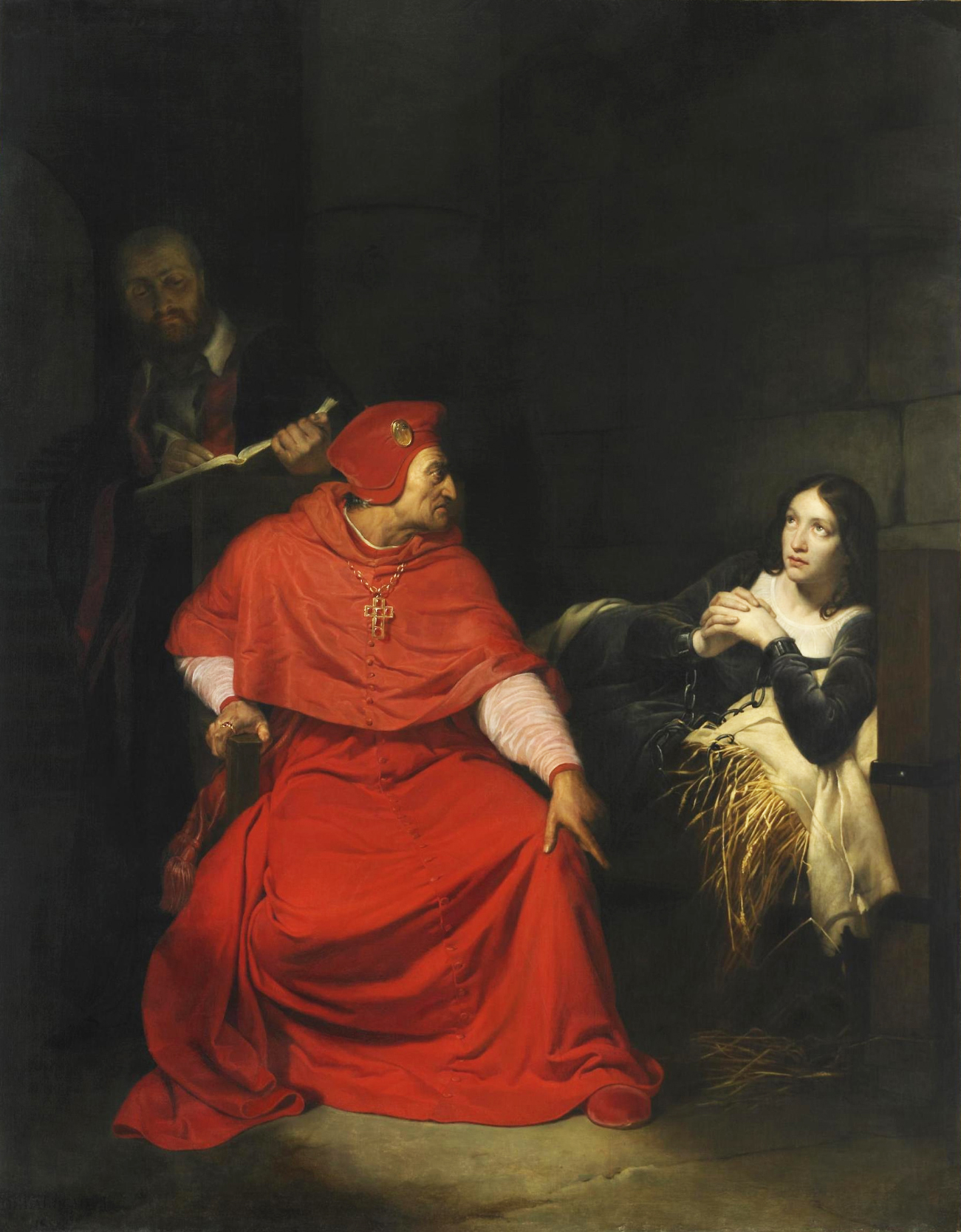
Jeanne d'Arc est interrogée par le cardinal de Winchester dans sa prison, (1824) de Paul Delaroche al Musée des Beaux-Arts de Rouen

El primer canvi que la jove Donzella, ara ja emmanillada, va poder notar, fou el lloc on la varen empresonar i el tracte que rebé, que va ser el de presonera de veritat. Joana va ser tancada en una cel·la bastant fosca de forma hexagonal dintre d'una torre. Aquesta cel·la tenia una petita obertura que exercia de finestra i adjunta, una altra cel·la menor que servia de latrina. Mentrestant, una comunitat d'eclesiàstics, començava a moure fils per preparar els punts bàsics de l'acusació de Joana, amb l'afany de revenja com després quedaria palès anys després en les diverses declaracions d'alguns dels membres, bona part dels membres del procés de Joana, estarien comprats, segons documents que han sobreviscut, la qual cosa cal afegir cim a argument d'invalidesa del procés a banda de què oficialment deixà de ser-ho ja, amb el procés de nul·lificació. Aquests, estaven dirigits pel bisbe de Beauvais, Pierre Cauchon.
Mentre Joana era vigilada per cinc homes: Jean Baroust, Nicholas Bertin, Julian Floquet, William Mouton i William Talbot; sabent que ja havia intentat escapar-se dues vegades, i que era una veritable presonera de guerra de preu ben car, començaria el 9 de gener de 1431, després de ser passada finalment a jurisdicció de la Inquisició de l'Església, tal com reclamaven la Universitat de París i Cauchon des de feia mesos amb el suport de molts teologistes sis dies abans, un procés que passaria a la posteritat i que convertiria a Joana en l'heroïna nacional per la manera com es va desenvolupar i el final de la jove i la llegenda de la qual avui encara s'intenta distingir la realitat de la llegenda, com acostuma a passar en aquests casos. Així i tot, Joana no va estar present en aquestes deu sessions preliminars que varen haver, fins a la seva aparició enfront dels seus acusadors el 21 de febrer del mateix any.
Abans de la seva entrada en escena, però, cal destacar les condicions en les quals va veure's submergida la jove Donzella. La vigilància per part de cinc homes, no va ser pas, passiva. Anna de la Borgonya, duquessa de Bedford, va haver d'amonestar i suplantar dos dels homes, pels intents de violació a què varen sotmetre Joana, que fins aquell moment encara seguia sent una Donzella, ja que la mateixa Anna, la va sotmetre a un examen mèdic el 13 de gener on una de les testadores, Anna Bavon corroborà la seva virginitat.
Joana, aniria vestida amb roba d'home, la qual cosa enfurismava els seus jutges, però es creu que aquesta vegada ho feu per protegir-se dels intents de violació. Teòricament era més prudent dur la presonera, com ella mateixa va demanar, a ser reclosa en un ambient femení, la qual cosa evitaria les ambicions de certs homes. Aquesta petició no la voldrien entendre els jutges que s'entestarien a obviar les regles excepcionals de Sant Tomàs d'Aquino (1225-1274) per exemple, en la qual contemplava certes excepcions en cas de necessitat a l'hora de vestir. Així, mai va ser acceptada la petició de la jove.
Ja en matèria judicial, es diu que el procés comença amb deu sessions preliminars el 9 de gener, que es varen succeir durant els següents dies:
- Gener: Els dies 9, 13, 23
- Febrer: 13, 14, 15, 16, 19 (matí) 19 (tarda), 20.

En aquestes sessions, es varen presentar les proves de l'acusació. pels jutges, estaven a punt d'interrogar un personatge perillós, de la que creien que es regia per forces diabòliques o ocultes en referència a les visions i les veus. Una espècie d'insubmisa i heretge, la qual cosa no deixa encara de sorprendre sabent de la religiositat de la Pucelle. Naturalment, estaven preparant meticulosament un procés d'Inquisició amb tots els ets i uts menystenint en certa manera la jove noia pel seu origen humil i camperol. Pels teologistes, doncs, es tractava d'una causa en matèria de disciplina i teologia, molt important. I així en les sessions preliminars van començar exposant les causes de què se l'acusava, principalment heretgia i l'assassinat al que ella declararia que havia preferit dur l'estendard per no haver de matar ningú. Joana a això pràcticament no podria fer-hi res, ni tan sols apel·lant a l'autoritat del Papa de Roma ni al Concili de Basili (Després de Basili-Ferrara-Florència).
El dia 20 de febrer, Joana va ser advertida que finalment, l'endemà faria ja la seva primera intervenció en el judici. Així, ella va demanar que hi hagués equitat quant al nombre de representants francesos com anglesos. Sabia, doncs, que segurament no prendria part en el procés més imparcial i objectiu de tots. Així, també demanà d'assistir a missa abans de començar el judici, peticions, ignorades.
Jean Massieu un oficial, finalment el dia 21 de febrer escorta Joana cap a la capella reial del Castell. A l'inici, la feren jurar que diria la veritat a la qual ella es resistí com tantes altres vegades, el primer cop al·ludint al fet que no sabia de què se l'interrogava «Ignoro la matèria de l'interrogatori». Finalment, Cauchon la feu prestar jurament fent referència a les matèries tocant la fe. Així iniciaria l'interrogatori d'identitat.
Els jutges, aviat van veure que tot i l'origen humil de la jove Donzella, i la seva educació tradicional i típica del camp, igual a la de les altres noies de la seva vila, no era pas mancada d'intel·ligència. Ja ho va demostrar amb la resistència que va oferir només començar. Al llarg del procés (decidit en sessions privades i públiques), Joana a poc a poc manejaria amb més precisió la dialèctica i la manera d'expressar les seves veus. El teòric desavantatge del que partia en un inici era que estava poc habituada al maneig de la dialèctica i dels conceptes. Els jutges, quant al tracte, estigueren ben lluny de tractar-la amb menyspreu tant pel seu origen o formes, eren conscients de qui tenien al davant i de la importància d'aquell procés; no s'esperaven que arribés a oferir tanta resistència com els podia haver semblat a priori.
Hi ha diferents parts dintre de l'interrogatori, és a dir, diferents temàtiques dintre de les preguntes que li varen fer. Ella, va demostrar un aferrament molt profund en les seves tesis i conviccions a més de misticitat a la qual varen provar de fer entrar en contradicció mitjançant la introducció d'alguns paranys en les seves formulacions, referint-se als senyals, les veus, els cultes, la personalització dels tres sants que se li presentaven, el gust per vestir com un home… paranys als quals ella no va caure precisament, per la fermesa de la seva voluntat permetent-se, fins i tot, de demanar als jutges més credibilitat en les seves acusacions. Joana, resistiria fins a l'extrem sobre la certesa, per exemple, de les veus que va sentir llurs paraules ocultaren una missió que la va dur fins on era ara, en un judici.
Començant ja les sessions amb una particular forma de fer el jurament previ, ja que, si no fos impossible que jurés, Joana també va ser interrogada sobre l'església militant de la qual els jutges deien representar-la, el 15 de març. A això, Joana va respondre no saber què era i els jutges, propers a la desesperació van creure que estava negant la jerarquia eclesiàstica i que ella es presentava com si fos una mediadora entre Déu i la gent terrenal, la qual cosa venia a dir ella quan deia que havia sigut enviada per Déu. Nogensmenys, se li varen explicar les diferències entre l'església militant i l'església triomfant.
El 24 de març és qüestionada sobre el tema de la roba femenina al que ella va respondre que acceptaria dur un vestit si se la tornava al seu poble amb la seva mare. A més a més, va demanar permís per assistir a missa l'endemà, que era el 25 de març, diumenge de rams. Aquesta petició, li seria denegada, però ella respondria que si era el seu més gran desig, hi seria de totes maneres, més que seguia els designis de Déu a l'hora de vestir com un home.
Entre els dies 27 de març i 28 de març, Thamas de Courcelles fa la lectura dels 70 articles de l'acusació de Joana, als que hauria de respondre i que després serien resumits en dotze el 5 d'abril. Aquests 70 articles, suposaven l'acusació formal cap a la Pucelle buscant ja la condemna. Notaris i assessors, després del que es portava de judici, varen dubtar de la culpabilitat de Joana i el procediment del seu procés i fou el moment en què proposaren recórrer al Papa, a la qual cosa estigué d'acord Joana. Davant del perill que suposava pels jutges que el Papa els desacredités, varen refusar la proposta.
El mateix 27 de març, se li proposa d'entrar a l'Església Militant, i d'escoltar els consells dels assessors del procés. A l'últim dona les gràcies però es remet als consells de Déu, superiors. Sobre l'Església militant, la rebutjà de la següent manera: «…i tinc la ferma creença que no he faltat a la nostra fe cristiana. Per el que no desitjo ser-hi» Aquesta qüestió se li tornaria a presentar uns quants dies després, el 31 de març i rebutjà igualment la proposta. Una de les frases recurrents de Joana, quan sobreposava Déu com a motiu principal per justificar una acció presa, era l'expressió «Déu primer servit!».
Com ja és esmentat, seguidament, els setanta articles foren resumits en la xifra de dotze. Aquest procés ocupà tres dies, del dos al quatre d'abril de 1431, i el dia 5 són tramesos a consulta, però no a l'acusada. Els canvis que es volgueren reintroduir, foren omesos. Sobre aquest aspecte, declarà l'escrivà Guillaume Manchon al procés de nul·lificació, que efectivament s'havien proposat una sèrie de canvis que no s'acceptaren la qual cosa pogué demostrar. El mateix dia 5, Joana comença a perdre l'estat de salut òptim a causa de l'ingeriment d'aliment verinós, la qual cosa la fa vomitar. Allò va alertar Cauchon i els anglesos que feren venir un metge. La volien mantenir viva, sobretot els anglesos perquè la volien executar públicament. Durant la visita del metge, Jean d'Estivet acusà Joana d'haver ingerit l'aliment essent-ne conscient per tal de suïcidar-se.
Aquest procés malaltís, aguanta aproximadament en el pitjor dels estats fins al 18 d'abril quan ella, es veu en perill de mort i demana la confessió i l'Eucaristia. Així, reclama que el seu cos sigui incinerat i deixat en un camp sant. Si això no es produeix, encomana el seu cos a Déu. Tanmateix, Joana hauria de seguir la llarga agonia unes setmanes més encara, i no de manera mèdica, perquè a poc a poc es va anar recuperant. Es tractava doncs, de l'evolució del procés, que arribava a la fase final, l'últim mes. Després de la malaltia, Joana va tornar a participar en una sessió el 2 de maig.
Aquell mateix dia, el 2, hi ha un enfrontament previ, el fet és que havia de respondre sobre els dotze articles de l'acusació. Li havien requerit si volia corregir o millorar quelcom sobre la deliberació dels jutges, ella va respondre: «Llegiu el vostre llibre» i tot després: «Jo m'atenc a Déu, el meu Creador, de tot; jo l'estimo de tot cor». Després va afegir: «Jo m'atenc al meu jutge, ell: ell és el Rei del cel i de la terra». D'aquesta manera, en presència del bisbe i de 63 testimonis, l'ardiaca d'Évreux J. De Chatillon procedí a la lectura dels articles a espera d'algun comentari de Joana. Però després de fer la lectura, no n'obtingueren pas cap més resposta i d'aquesta manera se l'endugueren altre cop a la cel·la.
Joana, ja conscient de quin podria ser el seu esdevenir, després del procés que hi havia hagut, va entrar en una fase força més tancada, de la qual cosa el dia 2 de maig en fou una prova. Probablement a hores d'ara Joana ja ha dit tot el que havia de dir i sap que la sentència serà definitiva, per la qual cosa no tindrà cap opció d'escapatòria. El dia 9 de maig, Joana és conduïda a la cambra de tortures on se li ensenyen els instruments com a prova de força, després, ella feu la següent afirmació: «Veritablement, si vosaltres m'arranquéssiu extremitat per extremitat i separéssiu la meva ànima del meu cos, jo no us diria res. I, si digués alguna cosa, després declararia que vosaltres m'ho heu fet dir a la força.»
Després trobaren poc profitós sotmetre-la a tals màquines de tortura. El dissabte 12 de maig, igualment es feu una votació entre els jutges en la qual va resultar per 11 vots a 3 guanyadora l'opció de no torturar-la. Els tres que varen votar en favor de la barbàrie, varen ser Aubert Morel, Thomas de Courcelles i Nicolas Loisileur. El cas d'aquest últim és curiós, ja que abans de començar el procés a la jove Donzella, junt amb un altre company, que no era altre que Jean d'Estivet, la varen intentar estafar de la següent manera: es varen fer passar per gent de la seva terra natal i Loisileur es feu passar per un confessor, per extreure tota la informació possible a Joana. Aquesta no va pas caure en el parany i aquells no varen poder aportar res interessant en la maquinària prèvia al procés de Joana.
Arribats a aquest punt del judici, els anglesos varen acabar amb la paciència que els havia fet passar amb discreció fins aquell moment. El Comte de Warwick va dir a Cauchon que el procés s'estava allargant ja massa. Fins i tot, el primer propietari de Joana, Jean de Luxembourg es va presentar a la cel·la de Joana i hi va tenir raons. Va ser un moment molt tens que podria haver acabat malament, però seguidament aparegué Warwick per refredar els ànims. Jean li va fer la proposta de què pagaria per alliberar-la si ella prometia no atacar més als anglesos. Ella, li va respondre de la següent manera: «En nom de Déu, vós us esteu mofant de mi, però sé ben bé que no teniu ni el poder ni la valentia per fer això». Després d'unes quantes raons més, Joana li va acabar dient: «Conec bé que aquests anglesos em volen morta, perquè es pensen que després de la meva mort es faran amb el reialme de França. Però abans hi havia 100.000 Godons [paraula en argot per denominar els anglesos] més dels que hi ha ara presents, els quals no podran aconseguir ara el Reialme.» El Comte de Stafford, de seguida va posar la seva daga al coll de la Pucelle, però va ser quan Warwick intervingué.

### La fase final: els últims dies de Joana
Les coses s'acceleraren ja a partir del 23 de maig. Joana va rebre l'enèsima amonestació de part de Pierre Cauchon, acompanyat pel vice-inquisidor i diversos membres més, en una cambra del Castell de Rouen on pretenien que Joana claudiqués. A més a més va servir com un advertiment ja de la mort propera que l'esperava. Varen demanar-li que acceptés el veredicte de la Universitat de París i dels jutges pel bé d'ella, però ella refusà dient que no tenia res més a dir. «…si jo estigués en el foc, fins i tot seguiria sense dir res més, i voldria mantenir tot el que he dit en el procés fins a la mort. No tinc res més a dir».
Aquestes serien les jornades en les quals potser els jutges eclesiàstics es varen mostrar més d'acord amb la seva fè, és a dir, una mica més caritatius i la varen advertir amb tota sinceritat de què per una vegada els fes cas si no volia acabar entre les brases. Aquesta va ser l'amonestació suavitzada, després de llegir-li els escrits que havien redactat la gent de la Universitat de París, amb gran violència. Finalment, aquell dia, es va fer una convocatòria que tindria lloc l'endemà al costat del cementiri de Saint-Ouen, es tractava d'una sessió pública.
Un dia després, el 24 de maig, Joana fou traslladada prop de l'abadia de Saint-Ouen, al cementiri que hi havia al costat. Loisileur, un dels que havia apostat fort per la seva tortura, aquesta vegada també es mostrà força caritatiu i quan arribaren li va fer el següent comentari: «Joana, creu-me, si tu vols la teva vida es pot salvar. Pren aquest vestit de dona i fes tot allò que se't digui; d'altra manera estàs en perill de mort». Després d'aquestes súpliques, i mentre els anglesos es fregaven les mans havent aplegat una massa de gent; tots varen escoltar el petit sermó que va llegir Guillaume Erard, que va llegir uns passatges de Joan, concretament els 15:6. Seguidament va començar a blasfemar contra el rei de França, Carles VII, dirigint-se directament a Joana, que després de veure com l'home repetia una vegada i una altra les crítiques amb supèrbia tot apuntant-la amb el dit, no es va mossegar la llengua i respongué interrompent-lo: «No parleu del meu rei. Et repto a dir i jurar, en la meva vida, que ell és el més noble de tots els Cristians, qui millor estima la fe i l'Església, i no és com tu dius»
En aquell moment, Joana havia tallat el sermó d'Erard que quedà atònit i es posà nerviós. Joana feu una altra referència a Déu, que era per qui ho feia tot passant pel Papa de Roma. Tot seguit, Pierre Cauchon es disposà a llegir la sentència. En aquesta va llegir que la declaraven heretge i l'excomunicaven a la vegada que l'enviaven a la justícia secular. Un fet que no ha d'estranyar, ja que l'església difícilment cometia els delictes de sang fruit de les Inquisicions directament. Abans, enviaven els presos a la justícia secular, com varen fer en aquest cas.
Massieu, però, es va aixecar, davant la presència dels anglesos, es va apropar a Joana i li va suplicar que signés uns papers, teòricament la sentència d'abjuració. Ella no sabia què era allò que li demanaven, però la urgència corria i va signar amb una creu en un cercle, segons es creu. El document, no ha quedat per la posteritat i les informacions són controvertides. Al principi es creu que fora un document de desenes de línies, mentre que més tard, Massieu dirà que anava de 6 a vuit línies. En tot cas, Joana havia salvat la seva vida pel moment tot i que renunciant a totes les seves creences, segons havia signat, i així, a més, acceptava vestir-se altra vegada de dona. Una de les teories que podrien barallar-se, és que en la transcripció del judici, Cauchon hagués canviat la sentència d'abjuració llarga per la curta. En tot cas, Joana acabaria essent portada cap a la cel·la una altra vegada. Cauchon, però, abans, tindria un enfrontament amb els anglesos a qui no els agradà gens aquell últim gest dels clergues, i acusaren Cauchon d'afavorir Joana mentre l'altre ho negava. Varen arribar a dir-li: «El rei ha malgastat els diners en tu». Warwick, diu a Cauchon que pot arribar a ser contraproduent per als anglesos aquest succés, ja que ella ara podria escapar-se. Però ràpidament algú li fa saber el següent: «Senyor Meu, no us preocupeu, la tornarem a enganxar». Naturalment, ningú havia quedat gens content amb el qual havia succeït aquell dia. Ni els anglesos havien obtingut el cop definitiu que buscaven mentre l'Església sabia que havia obert una porta a la clemència. Joana, en saber què havia firmat, tampoc quedaria gens contenta, ja que no podria suportar el pes d'haver negat tot allò en què sempre havia cregut i l'havia moguda a viatjar per tota França.
Dissortadament, però, el dia 28 de maig, Joana aparegué altra vegada vestida amb roba d'home, la que duia abans de tornar-se a posar de dona. Aquest fet es creu que és degut al fet que va ser forçada a posar-se-la a causa dels anglesos, que haurien entrat a la seva cel·la, l'haurien despullada abans de migdia segons Massieu i li haurien deixat la roba d'home al costat, amb la qual cosa no va poder fer res més que posar-se-la. Ràpidament algú va fer cridar els jutges, i aquests varen poder comprovar visualment el fet. Remetent-nos al que ella va dir, va dir que havia reprès l'hàbit d'home, perquè el preferia i que ho havia fet per pròpia voluntat. Va dir que preferia morir abans que continuar així, més reafirmà el que li havien dit les seves veus i la seva missió; Santa Caterina i Santa Margarita. Ella, realment seria condemnada si negava aquestes revelacions.
Condemnada per recaiguda, no hi hagué més a fer; es diu que després que Cauchon comprovés de primera mà que Joana s'havia sentenciat canviant-se novament de roba, al baixar de la torre, deixà anar una frase a un Warwick triomfant: «Farewell [adéu], alegreu-vos-en, ja està fet.» Implicant així a Warwick en la trama que havien ordit els anglesos per provocar la sentència definitiva. Joana havia estat sorpresa amb roba curta, una capa, un gipó i altres peces masculines. Un dia després, doncs, el 29 de maig, arribaria dins la capella de l'Arquebisbe a Rouen, l'última deliberació. Tres dels assessors: Nicolas De Vendères, Jean Pinchon i Denis Castinel eren de l'opinió de lliurar-la a la justícia eclesiàstica.

### Mort
Joana havia estat escoltada en confessió per Jean Totmouille i Martin Ladvenu i li havien administrat els sagraments de la Comunió. A la Place du Vieux Marché (Plaça del Vell Mercat) de Rouen, a les 9 del matí del 30 de maig de 1431, Joana feu una petita declaració que es pot interpretar de manera que ella podia haver estat violada o com a mínim agredida físicament el dia 27, quan la van despullar perquè no tingués més remei que vestir com un home. Ladvenu (que després va declarar que Joana havia mort injustament a parer seu) li acabava de dir que seria assassinada a la foguera. Al cap de poca estona, entrà a la cambra Cauchon. Joana, desesperada, arremeté contra ell amb dures paraules «Jo moro a través teu». Ell però respongué que la seva mort estava en les seves pròpies mans. Però amb habilitat, tot i estar destrossada i terriblement desesperada, va dir que si l'haguessin empresonada en un presó eclesiàstica com ella va reclamar, amb gent competent, tot allò no hauria passat. Aleshores, aparegué a la cambra el germà Pierre Maurice, a qui Joana s'adreçà a la recerca de confort demanant-li on seria aquella mateixa nit. Ell li preguntà si encara creia en Déu, i aleshores ella assentí i digué que, amb la bona voluntat de Déu, aquella nit ja seria al paradís. «Sí, amb l'ajuda de Déu, seré al paradís», tal com li havien promès els àngels l'1 de març. D'aquesta manera, la jove noia de només dinou anys perdé la por i es preparà per al repte definitiu.
Joana, doncs, emmanillada, és escortada cap a una plaça a vessar de gent. Unes deu mil persones més mil soldats anglesos més, tots expectants a les nou del matí d'aquell dia. Anava vestida de blanc i duia alguns detalls en record de Jesús. Al centre, hi havia una foguera muntada; una plataforma amb una estaca al mig mitjançant la qual va ser lligada. Aleshores, un munt de branquillons de fusta per a poder-hi calar foc als seus peus. Davant d'aquesta hi havia una taula amb una inscripció en la qual es deia que Joana, la que a si mateixa es feia dir la Pucelle, havia comès tot un seguit de delictes i de pecats.
Mentre s'acabava d'enllestir la plataforma, Nicholas Midi (l'autor dels dotze articles de l'acusació) començà a llegir un sermó al qual Joana restà en silenci. Aquest acabà amb la següent frase «Joana, vés en pau, l'Església ja no et pot protegir pas més i et lliura a les mans del braç secular». Joana, en aquell moment agenollada va pregar a Déu amb contrició, penitència i fervor de fe. Invocà a més de Déu, la Verge Maria, la Santíssima Trinitat i tots els àngels del paradís. Així, també va invocar el perdó pels mals que hagués pogut causar. Així, ella s'hi estigué una mitja hora aproximadament, segons Jean Massieu. Alguns jutges i alguns anglesos, fins i tot ploraren veient que no era més que una bona noia. Finalment, un soldat anglès acabà una petita creu amb dos pals que ella besà repetidament.
Li tocà a Massieu acompanyar-la els últims metres juntament amb el germà Martin. Ella seguí resant i pregant a Sant Miquel i a altres divinitats. En aquell moment, Cauchon digué que Joana era enviada a la justícia secular, per enèsima vegada «Com a membre podrit, t'hem desestimat i llençat de la unitat de l'Església i t'hem declarat a la justícia secular». Si bé en aquell moment es podia esperar un sentència secular; aquesta, mai no fou pronunciada si mai va arribar a ser elaborada. Joana fou posada sobre la foguera i abans de ser flamejada, un soldat anglès va interrompre amb un crit de fons cridant «Sacerdot! Ens deixaràs acabar la feina abans de l'hora de sopar?». Aleshores, un algutzir donà l'ordre d'execució i el botxí la portà a l'estaca. L'estaca, duia un paper clavat en la part superior amb les paraules «heretge, reincident, apòstata, idolatressa».

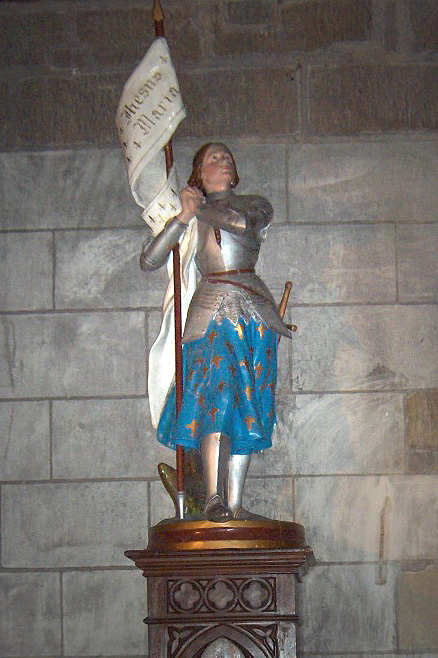
Estàtua de Joana d'Arc a la catedral de Baiona.

Com a últim desig, Joana reclamà que els Sacerdots alcessin una creu davant dels seus ulls fins que ella morís, perquè així acabés els seus últims moments acompanyada de Déu. El germà Isambard de la Pierre anà a buscar-la a Saint-Sauveur, l'església més propera i tornà sota les rialles dels anglesos, mentre ella invocava Santa Caterina, Margarita i Miquel. Joana aleshores cridà: «Rouen, Rouen, pots patir per ser el lloc de la meva mort?». Pierre, pujà a la plataforma i alçà la creu, i ja, entre les flames, ella encara li demanà que baixés per tal que no s'emportés cap disgust, però sempre amb la creu alçada, per tal que fos l'últim que ella veiés. Així ho feu i Joana va perdre's entre les flames. Encara, però va poder cridar la paraula del profeta «Jesús!» diverses vegades. Amb una fogonada del botxí, Joana seria ràpidament reduïda a les cendres, segons el ja esmentat diari d'un Burgès de París.
Al secretari del Rei d'Anglaterra, John Tressart, se'l va sentir exclamar «Estem tots perduts, perquè ha estat cremada una bona i Santa persona.» Després diria que va pensar que ara la seva ànima restaria a les mans de Déu. Sembla ser, segons diversos testimonis com Massieu, que de Joana, quedà el seu cor, intacte i ple de Sang. El mateix botxí, Geoffroy Therage molt consternat anà a trobar a Ladvenu i Isambard de la Pierre a una taverna i així ho demostrà dient que havia cremat una Santa.
S'explica que les seves restes es llençaren al Sena. Algun soldat anglès, també afligit, afirmà haver vist l'ànima de la jove marxant del cos, i algú altre afirmà haver-hi vist el reflex de Jesús, com altres digueren haver vist sortir un colom. També s'apunta que alguns seguidors seus agafaren algunes restes del seu cos d'entre les cendres de la pira on fou cremada.

## El llegat de Joanala Pucelle
Joana, atenyent-nos a la multitud de testimonis que han deixat les cròniques, ja no hi era. Tanmateix, en certa manera el seu procés encara no havia acabat, ja que seria el novembre del mateix any, el 1431, quan serien acabades les redaccions i les còpies del procés de condemna.
Així, encara abans d'això, el dia 7 de juny, Pierre Cauchon feu aparèixer uns documents amb unes suposades declaracions o confessions de Joana el matí de la seva mort vers ell. Ningú no les va voler aprovar per incloure-les al redactat del judici, però tampoc es poden descartar tan de pressa, ja que, cap de les persones presents a la cambra on era Joana, abans de ser executada, va voler declarar en el procés de nul·lificació. S'ha volgut creure, pel contingut dels documents, que Pierre Cauchon amb la mala consciència d'haver ensangonat el seu nom matant la Pucelle i, a banda per voler deslegitimar la divinitat que envoltava l'entronament del rei Carles VII, molgué rentar el seu nom inventant-se que Joana hagué dit en una última confessió que en aquells moments creia que les seves veus eren malignes. Joana hauria dit que ella hauria estat l'àngel i la coronació només una promesa que li feia.
El 14 de desembre de 1442, en tot cas, moriria Pierre Cauchon a Rouen sobtadament sense haver rebut l'extremunció; dessagnant-se. Òbviament, s'ha volgut pensar popularment que va ser un dels càstigs que va invocar des del cel Joana als seus jutges. El que sí que és cert és que la família de Pierre, a la seva mort, es va voler desvincular tot desmarcant-se plenament de la seva obra i de la seva persona.
Pel que fa estrictament a l'obra de Joana, la promotora del rebrot militar del bàndol armanyac; Carles VII finalment aconseguiria entrar a París el 12 de novembre de 1437. Això va ser possible gràcies al triomf real d'una de les seves treves amb els Borgonyons; el 10 de desembre de 1435 (el Tractat d'Arràs), els Borgonyons i els armanyacs posaven fi a la guerra civil unint-se en una sola causa, per fer fora els anglesos i entregaven París a l'armanyac. Finalment, la batalla de Castillon, l'última batalla de la Guerra dels Cent Anys, en una temptativa del veteraníssim John Talbot al voltant dels setanta anys ja, enviat pel Rei anglès Enric VI d'Anglaterra, desembarcà a la Guiena, la qual com les ciutats del voltant, junt amb Bordeus, els obriren les portes, fent fora els francesos que s'havien fet amb aquesta última ciutat el 30 de juny de 1451.
Fins a mitjans d'estiu de 1453 Carles VII no va enviar un exèrcit a la Guiena, ja que creia que els anglesos anirien a reconquerir la Normandia ara al seu poder. Lord de Lisle fill de Talbot, feu augmentar el nombre d'unitats angleses a unes 6.000, però els francesos, posaren com a cap de les tropes al mestre en artilleria Jean Bureau, títol que no va voler dur tot i que utilitzar, i es va acompanyar d'alguns germans seus també artillers. La capacitat del canó de Jean Bureau donà la victòria als francesos i així es considera aquesta batalla com una de les pioneres quant a la capacitat de decisió utilitzant l'artilleria pesant. El 17 de juliol de 1453, acaba doncs la Guerra dels Cent Anys.
Algunes tesis han apuntat que Joana va sobreviure, fonamentades en l'aparició del que altres anomenen les «falses Joanes d'Arc», entre elles Jehanne des Armoises, que es diu que aparegué segons un text molt posterior, de 1686, la Chronique du Doyen de Saint Thiébault de Metz que el 20 de maig de 1436 Jehanne des Armoises aparegué a Metz, a la Grange-aux-Ormes i podria haver estat reconeguda pels dos germans de la Pucelle. El 2 de setembre a Aulon s'hauria casat amb Robert des Armoises dient que era filla de Lluís d'Orléans i Isabeau de Baviére i tornant a Orléans el 1439 sent retribuïda amb dos milions, després de ser reconeguda per tothom, en agraïment a l'aixecament del setge. El 1440, probablement, hauria estat rebuda en audiència per Carles VII el qual hauria verificat que no era la veritable Pucelle, ja que aquesta, no li va saber revelar el secret que havia sentit el Rei feia anys, aleshores s'hauria retractat en públic, tot i que els partidaris diuen que fou obligada a fer-ho per René d'Anjou.
El 1457, apareixeria Jehanne des Sermaises a Anjou i fou condemnada per utilitzar el nom de «la Pucelle d'Orléans». Ràpidament, desapareixeria d'escena al no constar enlloc més per la posteritat. Les confusions i la vaguetat de les informacions porten a afirmar diverses teories, dues de rellevants: L'una que defensaria que aquestes dues Joanes serien la mateixa; i una altra, que Joana hauria pogut realment escapar en una de les temptatives de la seva presó el 1430. La més plausible fins al moment, és que eren impostores la qual cosa reforçaria el pensament, a més, dels teòrics «Du Lys» que s'haurien volgut aprofitar també, de la fama de la veritable Donzella al buscar l'ennobliment.

### El procés de rehabilitació o nul·lificació
Aquest procés és amb el qual quedà anul·lat de forma oficial el de condemna a Rouen el 1431. Poc després de la captura francesa de Rouen (1449), el 13 de febrer de 1450, Carles VII, demana una revisió sobre la validesa del procés de condemna de Joana. Aviat es va dir que el procés havia estat molt irregular, i tendenciós en favor dels anglesos. Tanmateix, no hi havia dubte de què l'única institució que podia confirmar oficialment això, era la pròpia que havia dictat sentència: l'Església. Així, l'11 de juny de 1455, el Papa Calixt III, obriria una investigació sobre el procés de Joana.
Per aquestes dates, el pare de Joana, Jacques, ja havia mort; i ho havia fet el mateix 1431, la qual cosa s'atribueix a la desesperació per la mort de la seva filla, Joana. Així el 7 de novembre de 1455, es faria portar des d'Orléans a la mare de Joana, Isabelle d'aproximadament una setantena d'anys, perquè donés el vistiplau per a obrir la investigació. En aquest procés hi varen intervenir els principals companys d'armes de Joana, molts vilatans, amics i familiars de la Donzella, que aportaren moltes dades i proves que decantarien la balança finalment en favor de la rehabilitació de Joana el 7 de juliol de 1456. Un dels testimonis claus, sembla que va ser Guillaume Manchon, que havia estat un dels jutges de Joana el 1431 i aportà moltes proves, com les notes que havia pres en francès abans del redactat final del procés (el novembre de 1431) en llatí.

### Santa Joanad'Arc
Van passar segles fins que la institució que segurament sentencià Joana al braç secular, és a dir, a la mort de manera indirecta, culminés el seu procés de Santificació; nogensmenys, no s'havia parlat de la possibilitat de santificar la Donzella, ni tan sols en el procés de rehabilitació, ja que tampoc se la va voler encaixar en els paràmetres d'una teòrica dona premonitòria, la finalitat del procés de nul·lificació era aquest i no pas tractar de fer-la Santa. El 1869, es consideraria l'opció de fer-ho i així es tirà endavant. El Papa Pius X, beatificava Joana un 18 d'abril de 1909 i posteriorment, el 16 de maig de 1920, era canonitzada per Benet XV de la següent manera: «…III. Observem, el moment del temps, llargament esperat pels bons homes, ha arribat quan la Santedat de Joana d'Arc, supereminència amb tots els respectes, és ratificada per l'autoritat de Pere…».
El 1922, fou declarada patrona nacional de França. El 30 de maig de 1931, coincidint amb el cinc-cents aniversari de la seva mort, una gran commemoració plena d'autoritats es va celebrar a Rouen, fins i tot amb la presència de l'Arquebisbe de Westminster, prelat de tota Anglaterra, que expressà la seva admiració per les virtuts de Joana.

### Les relíquies de Santa Joana d'Arc
La llegenda més difosa explica que les seves restes foren llençades al Sena per evitar que ningú les pogués venerar. Tot i això, una altra versió apuntava que uns seguidors van aconseguir agafar algunes restes del seu cos d'entre les cendres de la pira però es desconeixia qualsevol altra detall d'aquests fets.
El 1867 es va descobrir una gerra plena de restes en una antiga farmàcia de París amb la inscripció Relíquies trobades a la foguera de Joana d'Arc, donzella d'Orleans. Ràpidament, la gerra fou duta a l'Arquebisbat de Tours que se'n feu ressò i demanà, dos anys després, l'obertura d'un procés de beatificació.
El 2007, un equip de científics encapçalats per Philippe Charlier van rebre l'autorització per investigar les relíquies. Després de catorze mesos d'investigació i multitud de proves biològiques, radiològiques, toxicològiques i de carboni, la conclusió fou categòrica: les suposades relíquies de Joana d'Arc no són restes de l'heroïna francesa, sinó d'una mòmia egípcia. L'explicació segons Carlier fou que, a l'edat mitjana, alguns remeis medicinals feien servir restes de mòmies egípcies i que, l'època del descobriment de la gerra amb les suposades restes coincidia amb el període en què els historiadors francesos la van erigir en mite nacional.